# 江ノ電バス
株式会社江ノ電バス（えのでんバス）は、神奈川県藤沢市に本社を置くバス事業者。江ノ島電鉄の完全子会社。小田急電鉄の連結子会社（孫会社）であり小田急グループに属する。
「江ノ電バス」の名称は時系列とともに以下の変遷が存在するが、本項ではこれら全てを一括して扱う。
1. 「江ノ島電鉄株式会社」が直営していたバス事業の通称。
2. 江ノ島電鉄株式会社が運営するバス事業の委託・移管を目的とし、1998年（平成10年）に設立されたバス事業者（江ノ電バス株式会社）。
3. 2007年（平成19年）に設立された「株式会社江ノ電バス横浜」および、2008年（平成20年）に前述の江ノ電バス株式会社から商号を変更した「株式会社江ノ電バス藤沢」が運営するバス事業の総称。
4. 前述の株式会社江ノ電バス藤沢が株式会社江ノ電バス横浜を2019年（平成31年）に吸収合併した後の商号（株式会社江ノ電バス）。

## 概要
現在は江ノ島電鉄の分離子会社である株式会社江ノ電バスが、路線バス・高速バス・貸切バス・特定バスの運行を行っている。一般路線バスの路線網は神奈川県内のみを運行し、江ノ島電鉄線の沿線である藤沢市南部と鎌倉市のほか、同社の鉄道路線が走らない横浜市にも拠点を持つ。横浜市内では南部の戸塚区・港南区・栄区・磯子区を中心に路線網を持ち、2019年12月15日までは横浜駅にも乗り入れていた。
もともとは江ノ島電鉄がバス事業を直営していたが、1998年に江ノ電バス株式会社を設立し、一部路線の移管と管理の受委託を進めてきた。2007年に江ノ電バス横浜を設立し、江ノ島電鉄が直営していた横浜営業所と鎌倉営業所の一部を移管し、バス事業の分社化を完了した。江ノ電バスも江ノ電バス藤沢に改称し、旧鎌倉営業所の一部路線とともに管理を受託し、江ノ島電鉄による直営は終了した。

## 過去の子会社
いずれも江ノ島電鉄の子会社であった。

### 江ノ電バス藤沢
江ノ島電鉄より譲渡された旧藤沢営業所・旧手広営業所管轄路線、鎌倉湖畔線の一般路線の運行と、京都・大阪、金沢、秋田（田沢湖・角館）方面の夜行高速バスの運行、公共施設や一般の貸切バス事業も行っていた。車両後部裾部には「江ノ電バス藤沢」と表記されていた。
- 江ノ電バス株式会社として1998年（平成10年）8月12日設立、江ノ島電鉄から藤沢営業所の路線を運行受託。2002年（平成14年）7月には手広営業所の路線を運行受託する。
- 2007年（平成19年）12月1日、江ノ島電鉄から藤沢営業所・手広営業所のバス事業を譲受。バス運営の事務部門を受託し、江ノ島電鉄本社内に事務所を置く。
- 江ノ電バス横浜の発足に伴い、2008年（平成20年）4月、江ノ電バス株式会社が株式会社江ノ電バス藤沢へ商号変更。
- 2011年（平成23年）6月26日、藤沢営業所・手広営業所を統合し、湘南営業所を藤沢市宮前に設置。
- 2019年（平成31年）4月1日 - 株式会社江ノ電バス藤沢が株式会社江ノ電バス横浜を吸収合併して社名変更、新たに株式会社江ノ電バスとなる[4]。
- 社員の制服は灰色。制帽に紫のラインが入ったものを着用しているのは初任運転士を指導教育する指導運転士。非運転職はダブルの制服で袖裾に階級ラインが入る。

### 江ノ電バス横浜
旧鎌倉営業所と旧横浜営業所の管轄エリアを担っていた。車両後部裾部には「江ノ電バス横浜」と表記されていた。
- 2007年（平成19年）6月1日、株式会社江ノ電バス横浜を設立。同年12月1日、鎌倉営業所・横浜営業所を、江ノ島電鉄から江ノ電バス横浜へ吸収分割。
- 2019年（平成31年）4月1日、株式会社江ノ電バス藤沢に吸収合併されて消滅。同日、江ノ電バス藤沢は社名変更して新たに株式会社江ノ電バスとなる[4]
- 社員は江ノ島電鉄自動車部から出向する形の運転士がほとんどを占めていた（一部プロパー社員あり）。制服は江ノ島電鉄の鉄道員の旧制服と同じで青色。制帽は小型でメッシュ地の独特なものを通年着用する。指導運転士は名札に記載されるだけで制服等に違いはない。非運転職（運行管理者等）は袖裾に階級ラインが入る。

## 営業所
全て神奈川県内に所在。
- 湘南営業所 - 藤沢市
- 鎌倉営業所 - 鎌倉市
- 横浜営業所 - 横浜市港南区

## 沿革

### バス事業開始と撤退
- 1927年（昭和2年） - 江ノ島電気鉄道株式会社が鉄道延伸事業計画に先立ち、辻堂地区で乗合バス事業を開業[5]。
  - 7月10日 - 辻堂 - 南浜竹間、辻堂 - 浜竹間において乗合バス事業を営業開始[2]。
- 1928年（昭和3年）7月1日 - 東京電燈から同社江之島線（江ノ電線）を譲受[2]。
- 1929年（昭和4年） - 乗合バス事業を廃止[5]。
- 1930年（昭和5年）2月9日 - 本社を横浜市本町（現：横浜市中区本町）から現在地（鎌倉郡川口村片瀬）へ移転[2]。
- 1931年（昭和6年）7月11日 - 競合関係にあった鎌倉江ノ島乗合自動車商会（1929年6月2日開業）より江ノ島 - 鎌倉間の営業権を譲り受け、同年10月10日から乗合バス事業を再開。「オレンヂバス」の愛称で呼ばれる。
- 1934年（昭和9年）9月1日 - 藤沢自動車（現：神奈川中央交通）より片瀬 - 藤沢間を譲受。
- 1935年（昭和10年）
  - 5月26日 - 岩崎清一より茅ケ崎駅南口 - 魚市場間、茅ケ崎駅北口 - 南湖院間を、平田忠心より平塚市内の路線（平塚駅表口 - 海岸循環、中島境 - 大磯高麗間、平塚駅表口 - 宮松町 - 天沼間、宮松町 - 八幡宮前 - 南原間、平塚駅表口 - 八幡宮前 - 諏訪町間）をそれぞれ譲受。
  - 9月1日 - ハイヤー事業を開始[2]。
- 1938年（昭和13年）10月20日 - 東京横浜電鉄の傘下に入る[2]。
- 1940年（昭和15年）10月25日 - ハイヤー事業を廃止[2]。
- 1941年（昭和16年）12月15日 - 同じ東京横浜電鉄系の東海道乗合自動車（現：神奈川中央交通）に茅ヶ崎市内及び平塚市内の路線を譲渡。
- 1944年（昭和19年）
  - 8月10日 - 戦時統制強化のため、乗合バス事業を営業休止[2]（陸運統制令も参照）。
  - 11月28日 - 神奈川中央乗合自動車（東海道乗合自動車が改称）に残るすべての路線を譲渡し、路線バス事業から撤退。

### バス事業再開と電鉄直営期
- 1947年（昭和22年）3月15日 - 経営民主化に伴い江ノ島電気鉄道の東急持株が同社役職員に譲渡され、東京急行電鉄（大東急）から分離独立。
- 1949年（昭和24年）
  - 6月11日 - 乗合バス事業を再開[2]。神奈川中央乗合自動車（現：神奈川中央交通）から以下の路線を譲受、藤沢市片瀬2898番地に江ノ島営業所を開設。
    - 藤沢駅 - 石上 - 龍口寺前 - 七里ヶ浜 - 長谷観音前 - 鎌倉駅間、藤沢駅 - 上岡 - 本鵠沼駅 - 堀川（藤原） - 太平台 - 東町 - 仲町 - 辻堂駅間、石上（ミネベア前） - 鵠沼海岸 - 高根 - 堀川間（旧来の江ノ電路線。石上 - 堀川間は休止線）
    - 藤沢駅 - 深沢 - 長谷観音 - 鎌倉駅間、鎌倉駅 - 小袋谷 - 大船口（砂押橋） - 日野 - 関の下 - 弘明寺間、大船駅 - 松竹前 - 笠間十字路 - 長沼 - 戸塚駅裏口間、大船口 - 松竹前間、関の下 - 栗木 - 杉田聖天橋間 （関の下 - 杉田聖天橋間は休止線）
    - 結果として茅ヶ崎・平塚市内線を神奈中へ譲る代わりに、横浜市内進出への足掛かりを掴むこととなった。

  - 7月18日 - 江ノ島営業所を藤沢市片瀬2666番地に移転。
  - 8月1日 - 江ノ島鎌倉観光株式会社に商号変更[2]。

- 1951年（昭和26年）

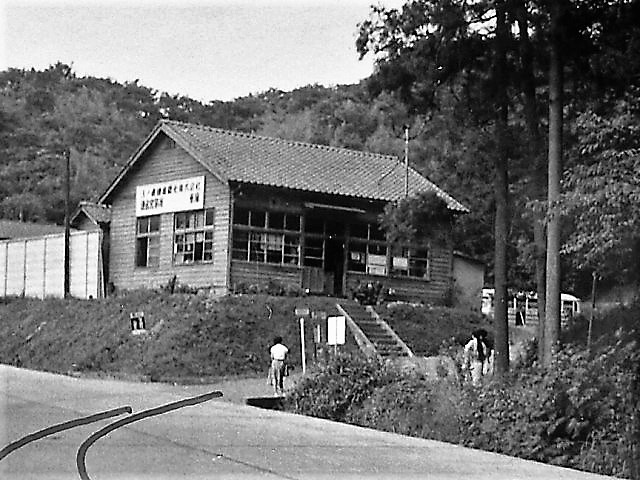
鎌倉営業所裏八幡車庫

  - 9月16日 - 裏八幡バス停付近の鎌倉市雪ノ下御谷1番地に鎌倉営業所を開設。
  - 12月30日 - 江ノ島営業所を廃止し、藤沢駅構内の藤沢市東横須賀421番地に藤沢営業所を開設。
- 1953年（昭和28年）
  - 4月1日 - 江ノ島鎌倉観光株式会社、小田急グループの傘下に入る[2]。
  - 6月11日 - 貸切バス事業を営業開始[2]、定期遊覧バスを運行開始[2]。
- 1954年（昭和29年）6月26日 - 江ノ島海岸 - 渋谷駅間で乗合急行バスを運行開始[2]（1974年7月1日廃止[2]）。
- 1956年（昭和31年）4月1日 - 弘明寺バス停付近の横浜市南区通町103番地に横浜営業所を開設。
- 1957年（昭和32年）
  - 4月10日 - 奥田バス停付近の藤沢市鵠沼奥田2039番地に藤沢営業所奥田車庫を開設。
  - 7月1日 - 横浜営業所を関ノ上バス停付近の横浜市南区上大岡町645番地（現：港南区上大岡西3丁目2番21号）に移転、旧営業所を弘明寺案内所とする。
- 1962年（昭和37年）11月26日 - 平島バス停付近の鎌倉市岩瀬下腐土1225番地（現：岩瀬1120番地の2）に大船営業所を開設。鎌倉営業所は大船営業所鎌倉出張所となる。
- 1964年（昭和39年）4月10日 - ワンマンバス運行開始[2]。

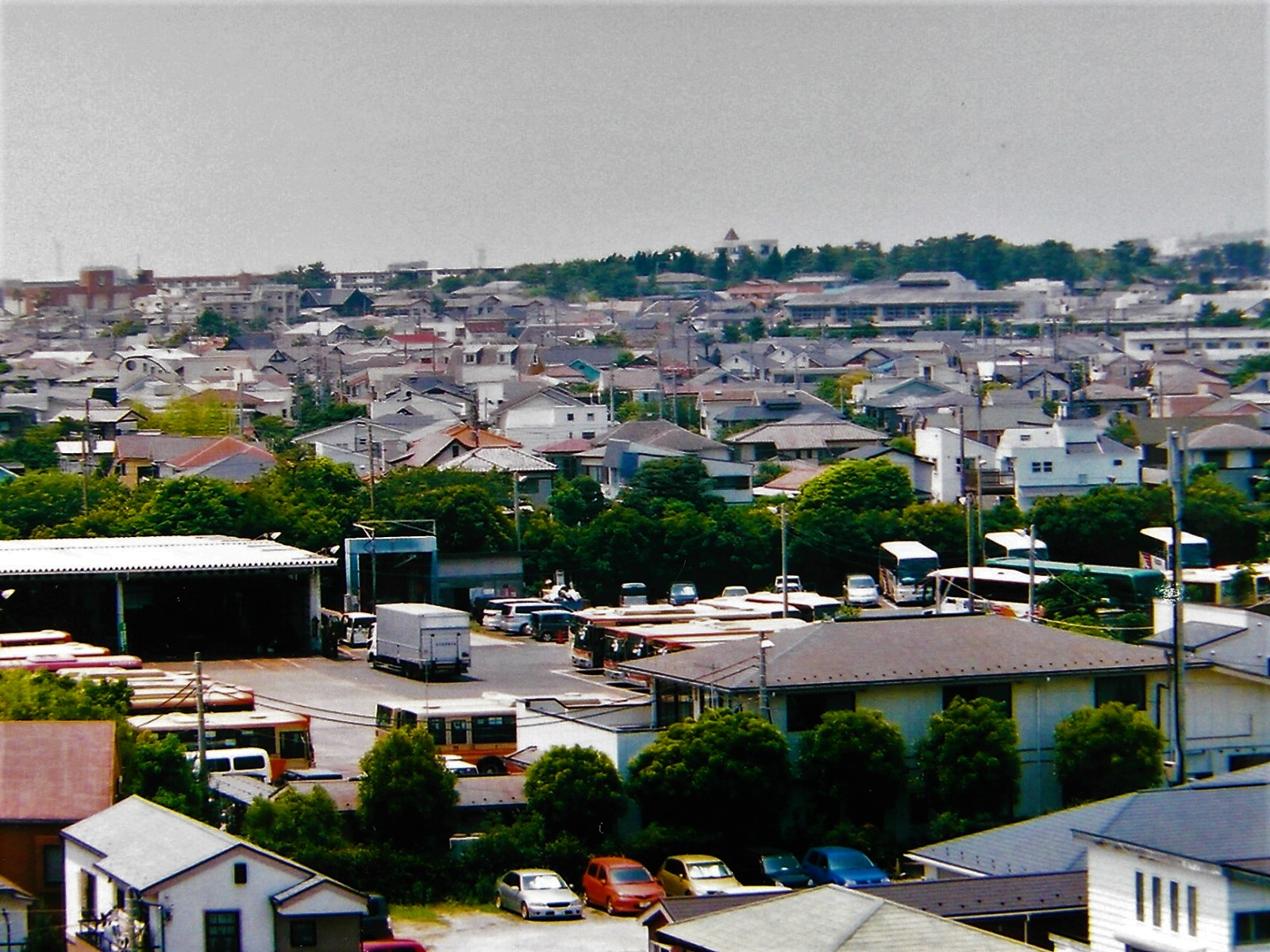
鵠沼車庫全景

- 1967年（昭和42年）6月6日 - 藤沢営業所を藤沢市鵠沼海岸5丁目5番8号に移転。鵠沼車庫とする。
- 1968年（昭和43年）5月1日 - 鎌倉出張所を鎌倉営業所に変更。
- 1969年（昭和44年）
  - 10月6日 - 大船営業所内に貸切センターを開設。
  - 11月19日 - 栗木バス停（磯子区栗木1丁目）付近に横浜営業所栗木車庫を開設。
- 1971年（昭和46年）7月11日 - 大船営業所の名称を鎌倉営業所に変更し、路線バス営業所を統合。旧鎌倉営業所は、鎌倉営業所裏八幡車庫に変更。
- 1972年（昭和47年）4月24日 - 貸切センターを裏八幡車庫に移転。
- 1975年（昭和50年）10月16日 - 横浜営業所を鎌倉営業所横浜支所とする。
- 1980年（昭和55年）9月16日 - 鎌倉営業所横浜支所を分離し、再び横浜営業所とする。鎌倉市笛田1丁目2番10号に藤沢営業所手広待機所を開設。
- 1981年（昭和56年）9月1日 - 商号を江ノ島電鉄株式会社に変更。
- 1986年（昭和61年）5月29日 - 貸切センターを裏八幡車庫から手広待機所内に移転、手広車庫とする。裏八幡車庫を廃止。
- 1988年（昭和63年）4月26日 - 横浜市戸塚区舞岡町2982番地の1に鎌倉営業所舞岡待機所を開設。
- 1992年（平成4年）4月17日 - 横浜営業所栗木車庫を廃止。
- 1995年（平成7年）11月1日 - 手広車庫を手広営業所として分離。路線バスの営業所となる。貸切センターは廃止し藤沢営業所に統合。

### 江ノ電バス設立後
- 1998年（平成10年）8月12日 - 江ノ電バス株式会社設立[2]。江ノ島電鉄が藤沢営業所の路線を江ノ電バスへ運行委託。
- 2002年（平成14年）7月 - 江ノ島電鉄が手広営業所の路線を江ノ電バスへ運行委託。
- 2006年（平成18年）3月12日 - 高速バス鎌倉・藤沢 - 京都・なんば・堺線を運行開始[2]。
- 2007年（平成19年）
  - 6月1日 - 株式会社江ノ電バス横浜設立[2]。
  - 10月1日 - 高速バス横浜・鎌倉・藤沢 - 金沢線を運行開始[2]（相模鉄道から譲受）。
  - 12月1日 - 鎌倉・横浜営業所を、江ノ島電鉄から江ノ電バス横浜へ吸収分割。藤沢・手広営業所のバス事業を江ノ電バスへ譲渡。
- 2008年（平成20年）
  - 4月 - 江ノ電バス株式会社を株式会社江ノ電バス藤沢に商号変更。
  - 9月1日 - 高速バス横浜・浜松町 - 田沢湖線を営業開始[2]（相模鉄道から譲受）。
  - 11月 - 藤沢営業所のPASMO導入により、羽田線・定期遊覧バス・夜行高速バスを除く全路線でPASMOが利用可能となる。
- 2010年（平成22年）7月31日 - バス共通カードの取り扱いを終了。
- 2011年（平成23年）6月26日 - 藤沢・手広両営業所を統合の上、湘南営業所を藤沢市宮前（町屋橋停留所付近）に設置[6]。
- 2012年（平成24年）
  - 7月10日 - バス開業85周年を迎える[2]。
  - 9月1日 - 江ノ電開業110周年を迎える[2]。
- 2013年（平成25年）3月23日 - 交通系ICカード全国相互利用サービス開始。
- 2017年（平成29年）3月31日 - 同日発の便をもって高速バス金沢線から撤退[7]。
- 2019年（平成31年/令和元年）
  - 2月1日 - この日より順次一般路線バスの運賃機が更新され始める[8]。
  - 4月1日 - 株式会社江ノ電バス藤沢が株式会社江ノ電バス横浜を吸収合併し社名変更、新たに株式会社江ノ電バスとなる[2][4]。
  - 6月30日 - 同日発の便をもって高速バス田沢湖線から撤退[9]。
  - 12月1日 - 一般路線バスに系統番号を導入[10]。
  - 12月16日 - 乗務員不足により一般路線バスの一部系統の廃止を伴うダイヤ改正を実施[11]。
- 2020年（令和2年）3月31日 - 高速バス大阪線の運行を終了[12]。これにより夜行高速バスから全線撤退。

## 運賃・乗車券類
金額式IC定期券
- 2020年よりPASMO・Suicaに書き込む金額式IC定期券を導入。同年3月18日より販売開始、同年4月1日より利用開始した。同時に6か月定期を新設し、従来の紙式定期券（区間式定期券、横浜市内近距離定期券）は廃止された。ただし他事業者との共通定期券は従来どおり紙式で発行される[13]（PASMO#バスIC定期券も参照）。

高齢者専用定期券「オレンジワンコインパス」
- 65歳以上の高齢者が購入できる定期券として「オレンジワンコインパス」が発売されている。乗務員に提示することにより、江ノ電バスの一般路線全線で1乗車につき現金100円で乗車できる。券種は3か月と6か月の2種類[14]。
- 神奈川県では東京都シルバーパスのような県としての高齢者向け福祉乗車証を発行していない（政令指定都市の横浜市・川崎市では独自の敬老パスを発行）。そのため、同じ小田急グループの神奈川中央交通の「かなちゃん手形」に類似した制度として運用されている。また小田急バスでも類似の制度「ナイスパス」がある。

観光周遊券「鎌倉フリー環境手形」
- 「鎌倉フリー環境手形」を江ノ電鎌倉インフォメーション、江ノ電鎌倉駅などで発売している。1月1日から3日を除く通年で、鎌倉市内の江ノ島電鉄線長谷駅 - 鎌倉駅間と江ノ電バス・京浜急行バスの特定区間が1日乗り放題となり、協賛する寺社・美術館・飲食店・土産店などの割引や特別サービスもある、江ノ電バスの適用区間は北鎌倉駅 - 鎌倉駅間と鎌倉駅 - 大仏前間[15]。適用区間内の江ノ電バスでは英語による案内放送と車内案内表示を行う。

一日乗車券（販売終了）
- 江ノ島電鉄では一日乗車券として「のりおりくん」を販売しているが、江ノ電バスでは一日乗車券の発売はなかった。2012年9月15日より「鉄道開業110周年&バス開業85周年記念 電車・バス1日フリー乗車券」を期間限定発売した。当初は2012年11月11日までの販売予定であったが、好評につき2013年3月31日まで販売期間を延長し、同日をもって販売終了した[16]。

価格は大人1,000円、小人500円。江ノ島電鉄線および江ノ電バス全路線（羽田空港線・夜間高速バス・定期遊覧バス・貸切バスは除く）が1日乗り放題となる。江ノ島電鉄線藤沢駅・江ノ島駅・長谷駅・鎌倉駅の出札窓口、江ノ電バス横浜・江ノ電バス藤沢の各営業所・案内所（一部を除く）にて発売。購入時に利用日を指定する。江の島島内の施設（エスカー、シーキャンドル）の割引特典も利用当日に限り受けることが可能であった。

## 路線

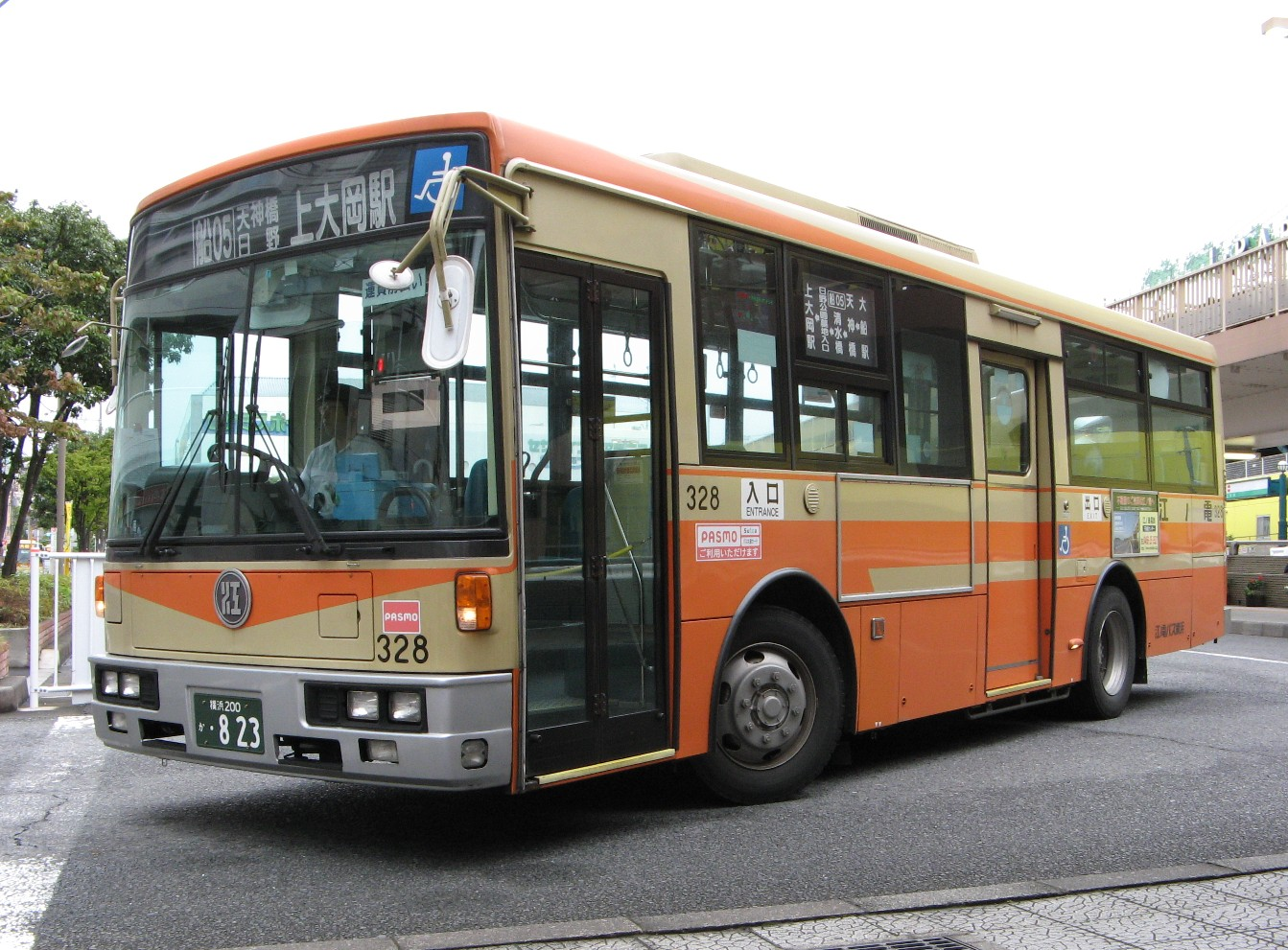
江ノ電バス（大船駅東口バスターミナルにて撮影）

### 一般路線
一般路線バスの主なターミナル駅は、辻堂駅、藤沢駅、大船駅、戸塚駅、鎌倉駅、上大岡駅。かつては横浜駅にも1時間1本程度乗り入れていたが、2019年12月16日のダイヤ改正で撤退している。
各路線の詳細については、江ノ電バス湘南営業所、江ノ電バス鎌倉営業所、江ノ電バス横浜営業所を参照。

### 空港連絡バス（運休・一時撤退）

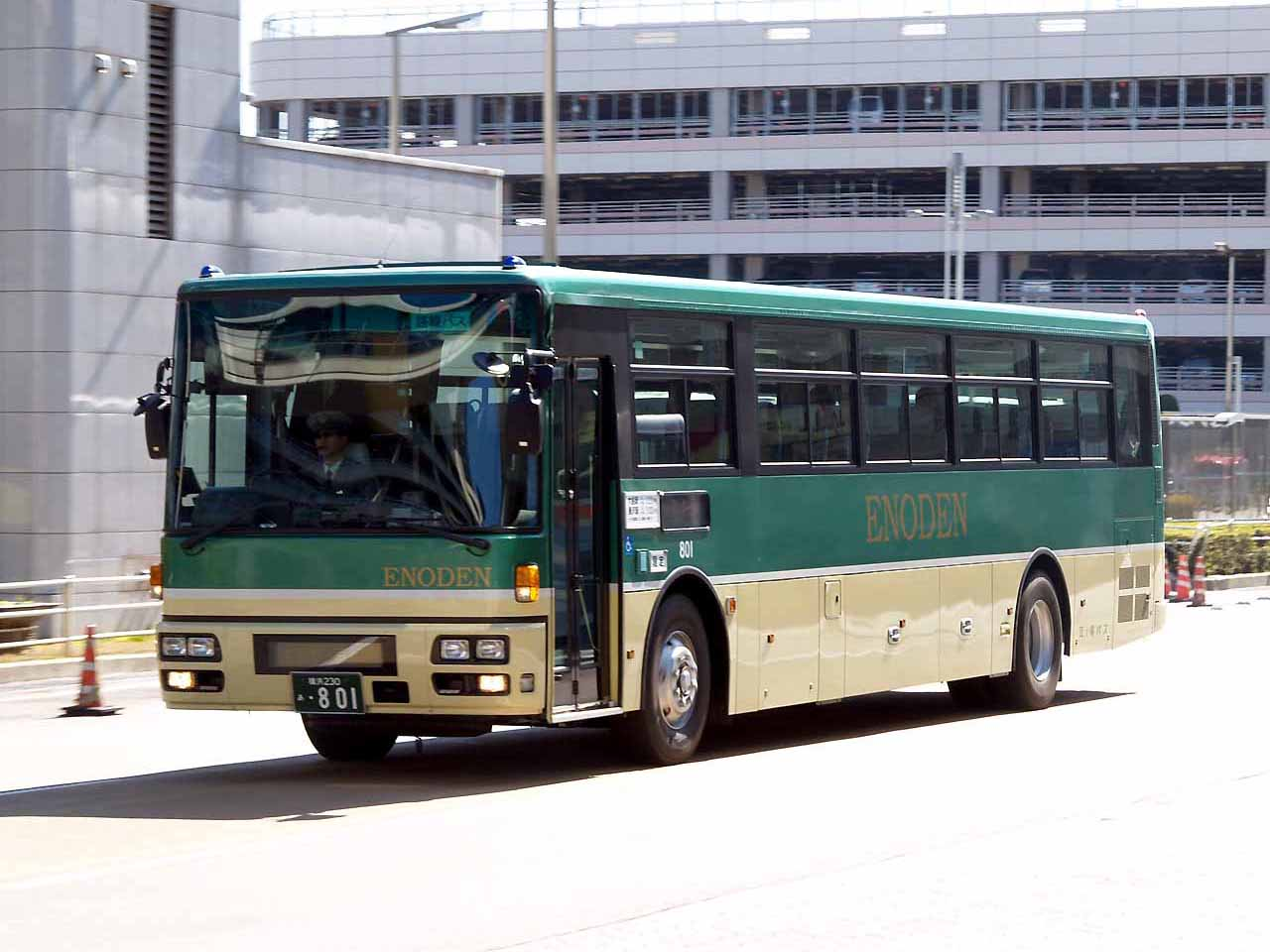
羽田線の車両

#### 羽田線
- 藤沢駅・鎌倉駅・大船駅 - 羽田空港（京浜急行バスと共同運行）
  - 鎌倉駅で乗降する場合のみ要予約。湘南営業所の担当。乗務員不足により2023年9月1日より運行を休止する[17]。京浜急行バス担当便についても同様の理由で2024年2月29日限りで運行を休止し、翌3月1日より全便の運行が休止された[18]。

車両
- 日産ディーゼル・スペースランナーRA（西日本車体工業製96MC車体架装）で運行される。同型車は関西より東では京浜急行バスやしずてつジャストラインでしか見ることができない。[要出典]

### 高速バス（撤退）

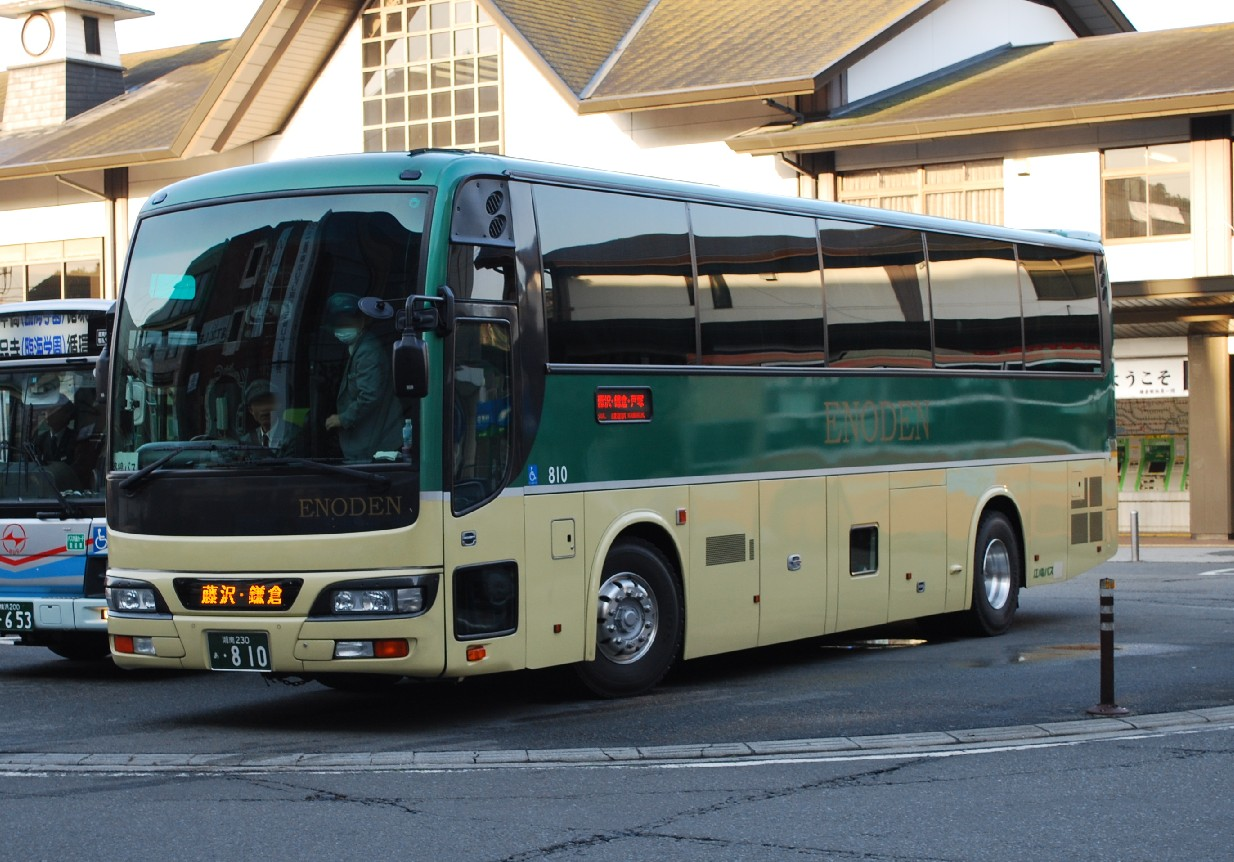
夜行高速バスの車両

夜行高速バス（江ノ電バスでは「夜間高速バス」と呼称）は、2020年3月末をもって全路線が撤退した。このうち金沢と田沢湖の2路線は、相模鉄道の撤退による受け皿として参入したものであった。

#### 京都・大阪線
神奈川県横浜市戸塚区から同県横須賀市・鎌倉市・藤沢市を経て、京都府京都市・大阪府大阪市・同府堺市を結ぶ。南海バスとの共同運行。江ノ電バスにとって初の夜行高速バス参入路線であった。
運行経路
- 戸塚駅東口 - 横須賀駅前 - 横須賀中央駅前 - 鎌倉駅東口 - 藤沢駅南口 - 小田原駅東口⇔京都駅八条口 - 高速京田辺 - 大阪駅前（桜橋口 アルビ前） - 湊町バスターミナル（OCAT）※1 - 南海なんば高速バスターミナル※1

※1： 往復とも湊町バスターミナル(OCAT) → 南海なんば高速バスターミナルの順に停車。
路線沿革
- 2006年（平成18年）3月12日 - 運行開始。
- 2009年（平成21年）12月1日 - この日より小田原駅から堺方面へ乗降車できるようになる。
- 2012年（平成24年）2月1日 - 「高速京田辺」停留所を新設[19]。
- 2012年（平成24年）7月20日 - 「大阪駅前（桜橋口 アルビ前）」停留所を新設[20]。
- 2020年（令和2年）3月31日 - この日の出発便をもって共同運行から撤退。江ノ電バスに代わって和歌山バス（南海グループ）が参入[12]。
- 2022年（令和4年）10月1日 - JR堺市駅前・堺東駅前・堺駅前・大船駅東口を廃止し、新たに京急横須賀中央駅前、横須賀駅前に停車開始。

車両
- 独立3列シート・便所付の夜行高速バス用スーパーハイデッカー車両（三菱ふそう・エアロクィーン）・南海バスは新型日野セレガHDで運行する。
- 江ノ電便のみ、通路側フェイスカーテンと乗車時にペットボトルのポカリスエット (250ml) のサービスがあった。

#### 福井・金沢線
神奈川県横浜･湘南地方と福井県福井市・石川県金沢市を結ぶ。北陸鉄道と共同運行（相模鉄道から譲受）。運行経路は東名高速道路経由。
運行経路
- 藤沢駅南口 - 鎌倉駅東口 - 横浜駅西口 - 小田原駅東口⇔福井駅東口 - 尼御前（尼御前PA） - 北陸小松（小松IC） - 松任海浜公園（徳光PA） - 片町 - 香林坊 - 武蔵ヶ辻 - 金沢駅前

路線沿革
- 1989年（平成元年）7月29日 - 北陸鉄道と相模鉄道との共同運行により運行開始。当初は昼行・夜行1往復ずつの運行。
- 2007年（平成19年）10月1日 - 相模鉄道の撤退により、横浜側の運行会社を江ノ電バスに変更、藤沢まで延長運行。
- 2011年（平成23年）11月1日 - 福井駅東口に乗り入れ開始。
- 2016年（平成28年）4月1日 - 小田原駅東口に乗り入れ開始。
- 2017年（平成29年）3月31日 - 同日発の便をもって運行を終了[7]。

車両
- 独立3列シート・通路側フェイスカーテン・便所付の夜行高速バス用スーパーハイデッカー（三菱ふそう・エアロクィーン）で運行していた。

#### 田沢湖線
神奈川県藤沢市から同県鎌倉市・横浜市と東京都港区を経て秋田県横手市・大仙市・仙北市を結ぶ夜行高速バス。江ノ電バス藤沢が担当していた。羽後交通と共同運行。羽後交通側の路線名はレイク&ポート号。
かつて横浜側事業者として相模鉄道が担当していたが、相鉄が2008年3月31日出発便をもって運行を中止（正式には同年8月31日をもって撤退）し、翌4月1日〜8月31日まで羽後交通が単独運行した後、江ノ電バス藤沢（当時）が同年9月1日より参入した。江ノ電バスは2019年6月30日の運行をもって撤退、再び羽後交通の単独運行となった。
運行経路
- 藤沢駅南口 - 鎌倉駅東口 - 横浜駅西口 - 浜松町バスターミナル⇔横手バスターミナル - 大曲バスターミナル - 角館営業所 - 田沢湖駅前

※途中休憩はなし（東北自動車道上河内SA、国見SA、前沢SAで乗務員が交替する）。
路線沿革
- 2008年（平成20年）8月31日 - 相模鉄道が撤退。これを受け、翌9月1日より横浜側の運行会社として江ノ電バス藤沢が参入。
- 2008年（平成20年）10月8日 - イオン大曲ショッピングセンター停留所を新設。
- 2011年（平成23年）11月1日 - 藤沢駅南口、鎌倉駅東口に乗り入れ開始[21]。
- 2019年（令和元年）6月30日 - 同日発の便をもって江ノ電バスが運行撤退。羽後交通単独運行となり、横浜駅発着となる[9]。
- 2020年（令和2年）3月31日 - 大阪線の撤退に合わせ、当路線の乗車券販売を取りやめ[12]。

## 車両
一般路線用・高速観光バス用ともに集中配備傾向があり、藤沢・横浜両営業所は日産ディーゼル（現、UDトラックス）製、鎌倉営業所は三菱ふそう製が大部分を占めていた。2011年にUDトラックスが日本国内向けバス生産の中止を発表すると、横浜は三菱ふそう、藤沢（湘南）ではジェイ・バス製（いすゞ自動車・日野自動車）が次第に数を増やすようになっている。

### 車種とメーカー
1950年代後半から1960年代前半にかけては日産自動車製やトヨタ自動車製の導入も見られた。戦後のバス事業再開時は様々なメーカーの車両が採用されていたが、1950年代中頃に民生デイゼルのRRバス（BR系・RF系）を性能的に高く評価し、また納期の確実性などから日産車・日産ディーゼル車の比重が高くなり、1970年代までに藤沢・横浜両営業所には日産車・日産ディーゼル車、鎌倉営業所（後の裏八幡車庫）、大船営業所（現：鎌倉営業所）には三菱車が集中配備され、少数派のいすゞ車は1970年代から1980年代には藤沢営業所に集中される図式が成立した。
その当時は藤沢営業所において、高根線（藤沢駅 - 高根）ほぼ専用のナロー型ツーマン車はいすゞBA10N（社番115・116）であったが、1980年12月9日の116号車置き換えに際しては日産ディーゼルK-RM80Eが導入された。ただし、8.6mクラス（短尺車）の標準幅ツーマン車（日産NUR690、いすゞBA743、いすゞBA10）が数台在籍していた当時は、運用の都合でナロー車を他路線のツーマン運用に充当し、標準幅車が高根線に入線する事もしばしばあった。
1970年代以前から集中配備の傾向は強かったが例外も多数あり、各営業所に複数メーカー車が混在していた。しかし1975年10月16日に大規模な配転を実施した結果、同一営業所（鎌倉営業所横浜支所は本所と別個とみなす）には同一メーカー車でほぼ統一された。1976年7月には例外的に、当時長尺路線車の配置が無かった鎌倉営業所（本所）に日産ディーゼルU20Nが7台新製配備されたが、翌1977年9月にふそうMP117Nの新製配備を受けて全車横浜支所に転属している。
また、これ以前は転属を頻繁に実施しており、顕著な例では在籍期間中に5回転属し、藤沢、鎌倉、大船、横浜の各営業所を数年おきに渡り歩いた車両が、1963年式三菱MR470の中に2台存在したが、以後はあまり実施されなくなった。ただし、これ以後も各営業所の車両需給と使用年数均衡化の関係から、廃車時期まで1～2年と迫った経年車を転属させる措置は時折実施されており、所属車両の中に他メーカー車が1～2台混在する事象は度々発生している。
2000年代頃までいすゞ自動車製は数台が導入されている程度であった。いすゞ車の在籍は、1983年7月11日（書類上は7月13日）に最後の中扉ツーマン車であるいすゞBA10（1971年式、社番117）の廃車でいったん途絶えた。その後、1988年8月30日にP-LR312F（短尺車）を、前述の高根線用の日産ディーゼルK-RM80Eの代替として導入した。続いて1991年2月22日からは大型車U-LV324Qの導入があり復活した。
小型車は過去には日産ディーゼル・RNも在籍していたが、日野自動車製の割合が高く、ミニバス路線用のリエッセ・ポンチョが在籍し、近年は車両代替によりポンチョが増備されている。日野車はそのほか、定期観光バス用のマイクロバスリエッセII、鎌倉市のパーク&ライド用のレインボーHR（7m車）など、長らく小型車のみであったが、2014年に初の大型路線車としてブルーリボンIIが導入された。また2016年・2017年に大型路線車にブルーリボン（2代目）が導入された。
高速路線・貸切観光・定期観光用は、日産ディーゼル製と三菱ふそう製が導入されている。特定車は、学校送迎用のいすゞ・エルガや2代目ガーラミオ、鎌倉プリンスホテル送迎用の日産・シビリアンなどが在籍する。

### 車体メーカー
車体は長らく富士重工製でほぼ統一しており、1994年まで鎌倉営業所配置の三菱ふそう車も富士重工製車体で架装していたのが大きな特徴である。
ただし、戦後初期のいすゞBX91は帝國車体、BX95は川崎車体、ふそうB23は東急車両及び目黒車体、1956年製の民生RS80は新日国車体、1959年製のトヨタDR10は新三菱車体、1961年製の小型貸切車三菱B10（ローザ）は三菱車体、1969年製の中型貸切車三菱MR620は呉羽車体、1977年～1981年にかけて導入された神奈川中央交通からの譲受車（後述）三菱MR410は呉羽車体、1983年製の小型貸切車三菱K-BK215F（ローザ）は中京車体、1986年製の中型貸切車三菱P-MK515Jは呉羽車体である。P-MK515Jの廃車は1995年12月である一方、1995年3月には三菱自動車バス製造車体の三菱U-MP218Pが購入されているので、所有車両の全車が富士重工車体となった期間は全く存在しない。
2012年9月現在在籍している156号車（日産ディーゼル）は、富士重工が最後に製作した17Eボディー車であり（2003年3月末の納入）、富士重工製造の路線バスとして最終製造車とされている。

### 特徴的な車種
特徴的な車両を積極的に導入することでも知られている。古くは南関東では珍しくキャブオーバー車を愛用した事業者で、1965年4月4日まで在籍していた。最多時で日産再生シャーシー車（ガソリンエンジン）が28台、いすゞBX91の車体載せ替え車が4台在籍した。その風貌から「ダルマさん」と呼ばれて親しまれ、特に前者は「小ダルマ」、後者は「大ダルマ」と呼ばれた。その反面、ボンネット車の導入は比較的少数で、1963年3月29日に最後の1台（いすゞBX95、1950年式、社番139。後述の車体載せ替え更新車）が廃車となり消滅している。
また1958年7月23日には、エアサスの貸切車（民生デイゼルRFA91）を神奈川県内のバス事業者として最初に導入した。その後は1970年3月31日に日産ディーゼル初の4サイクルエンジン車PR95の市販1号車を購入している。
鎌倉営業所は、JR戸塚駅前発着に高台にある団地路線が多いことから比較的乗客が多く、全長11m超の長尺仕様で三菱ふそうのシャーシ+富士重工の車体という、きわめて珍しい組み合わせの車両を保有していた（すでに全車廃車）。また、近年では鎌倉営業所管内にある大学の学生輸送などの関係から2007年には改造仕様の4枚折戸長尺ワンステップ車のエアロスターが導入され長尺車が復活したほか、三菱ふそう・エアロスター-Sの標準尺・長尺ノンステップバスも相次いで導入されている。
それとは逆に、藤沢地区は平坦な地形ゆえに自転車の普及率が高く、加えて鎌倉・江ノ島といった観光地を有するも道路事情が悪く渋滞が激しいことから、近年の乗客減少が著しい。そのため、2000年から9m大型路線車として全国的に珍しい、日産ディーゼル・RPが導入されている。

### カラーリング
路線車のカラーはオレンジとクリーム色である。また、路線車のうち2002年から2006年にかけて導入された車両のうち一部は、江ノ電開業100周年記念塗装として、やや黄色味のオレンジ色に屋根部を濃い茶色としており「ENODEN」の黒文字が入る。この記念塗装は従来の広告スペースにシールタイプの広告を掲出できるようになっており、具体的には「ENODEN」の黒文字が車体の後方にオフセットされてマーキングされているのはそのためだが、実際にシールタイプの広告を掲出しているのは横浜営業所のごく一部の車両に限られている。100周年記念塗装車は各営業所に数台在籍しており、114号車（いすゞ）と200号車（日デ）はメーカーサンプルカーであるため、他の車両とは座席形状などの仕様が異なる。
小型路線車は一部を除き「こまわりくん」の愛称が付けられ、専用カラーとなっている。
貸切車は古くは路線車と同色、1967年式車からは朱色とアイボリー、2019年現在は小田急グループ共通色を採用しているが、養護学校の送迎専用車のみは朱色とアイボリーのカラーを踏襲している。
高速バスは、日産ディーゼル製の新車から上がダークグリーンメタリック、白線を介して下がレモンイエローに改められた。

### 装備・仕様
装備品の特徴としては、左ウィンカー点滅時に連動して鳴る左折警報装置（ウィンカーチャイム）や、後退の際に後方への注意促進のため車体後部に取り付けられたバックブザーが挙げられる。ウィンカーチャイムはデンソー製で、音は「キンコンキンコン」と鳴るタイプのもので、2002年までの導入車は標準装備だった。左折警報装置やバックブザーは、2003年の途中以降は一部の高速路線車（羽田空港線用の車両）を除き省略されている。
2003年以降の車両は小田急グループマテリアルズ仕様で導入されている。小田急グループ全体で一括発注することにより、コストを抑えながら短期間で大量の更新が可能になっている。このため、ドア配置や内装などは小田急グループのバス事業者共通の仕様になっている。
2007年3月より、全車にドライブレコーダーを設置し、2012年には全車両を対象に緊急地震速報受信ラジオが設置され、受信するとラジオ放送が車内に流れるようにする（車体にその旨を示すステッカーが貼付されている）など、安全の確保にも努めている。

### 中古車の導入・譲渡
他社からの中古購入車は、1949年のバス事業再開時は各方面から寄せ集めてきたため、戦前製のダッジブラザース、シボレー、フォード等の外車も在籍した。それ以降は小田急グループからの導入例があり、1972年8月に小田急電鉄からふそうB905Nの観光タイプを6台購入し、全て貸切センターに配属した。
1964年から1966年頃にかけて江ノ電初のワンマンバスとして大量導入した日産ディーゼル4R93・4R94、三菱MR490の廃車時期が一斉に訪れたため、老朽車更新が新車購入だけでは賄いきれなくなったため、1977年6月8日から1981年12月23日にかけて、神奈川中央交通からの移籍車を大量に購入した例がある。内訳は以下のとおり。
- 日産ディーゼル4R94（13台）。全て藤沢営業所に配属、1983年3月9日に2台が横浜営業所に転属。
- 日産ディーゼル4R95（12台）。全て藤沢営業所に配属。
- 三菱MR410（20台）、呉羽車体架装。全て鎌倉営業所に配属。

1982年以降は、中古車での導入例はない。
また中古車の譲渡に関しては、江ノ電バスは基本的には車両寿命まで長期にわたり使い続ける傾向があり、他社への移籍は比較的少数であった。過去の例では、1960年代に日産キャブオーバー車（再生シャーシ車）を高松バスや企業・学校送迎用の自家用向けに譲渡した。1958年式いすゞBA351D（3台）は仙北鉄道に譲渡。1987年に貸切車の日産ディーゼルK-RM80Eが中古車販売業者に売却された。
近年は排出ガス規制により使用年数が短くなったため、他社への移籍例が見られるようになった。旧114号車（いすゞ・キュービック）はDPFの不具合のため導入後短期間で除籍された後国際興業バスに移籍し、その後飯能営業所所属時に同社の復刻塗装ラッピングを施され、同社最後のキュービックとして2018年3月25日のさよなら運転で引退するまで活躍した。その他、広島バスや道南バス、佐世保市交通局（当時）などへも移籍している。

### 車両の改造
かつては車両の改造を比較的頻繁に実施していた。最も大規模な改造としては、在籍期間途中での車体載せ替えがあり、いすゞBX91（1948～1949年式、4台）を1956年にボンネット型からキャブオーバー型化、いすゞBX95（1950年式、1台）を1957年にボンネット型のまま車体載せ替えが、いずれも富士重工で施工された。
次に規模の大きい改造例としては、中扉折戸ツーマン車に対する前扉増設、中扉引戸化のワンマン化改造がある。この改造は1964年3月のワンマン車初導入1年前に購入された1963年3月～4月新製車の一部に対して実施され、日産ディーゼル4R103（4台）を1970年1月に、三菱MR470（3台）を1970年10～11月に施工された。
座席の配置や種類の変更改造は最も実施例が多く、改造年代の古い順に列挙すると以下の例がある。
- 1954年9月の東京線開業に備えて、1951年式民生KB3B（3台）に対して同年に中扉三方シートから前扉ロマンスシート化。この改造のみ扉位置の変更を伴う。
- 1967年4月の冷房付リクライニングシート貸切車（日産ディーゼル5RA110）初導入を受けて、既存の貸切車日産ディーゼル4RA93（1965年式、1台）、日産ディーゼル4RA94（1966年式、2台）を同年6月にリクライニングシート化。
- 東京線や定期遊覧での使用を考慮して、日産ディーゼル4R103（1963年式、3台）を、1969～1970年に三方前向き混合シートからロマンスシート化。
- 改造時期不明ながら、貸切兼用車として補助席付で導入された日産ディーゼルPR95（1971年式、3台）、三菱MR410（1971年式、2台）を補助席撤去。
- 1970年から1973年購入の路線車は基本的に三方前向き混合シートで新製されたが、日産ディーゼルPR95（1972年式、4台）、日産ディーゼルU20H（1973年式、4台）、三菱MR410（1973年式、2台）を、1980～1981年に前向きシート化。

非冷房車に対する冷房取付改造は例が少なく、1980年12月10日に大型路線車最後の非冷房車として導入された日産ディーゼルK-U31N（1台）、三菱K-MP118N（1台）に対して1983年7月11日竣工で施工されたのみである。
なお、前述の神奈川中央交通からの譲受車のうち、1978年11～12月に購入された日産ディーゼル4R94（5台）、三菱MR410（3台）以外の37台については、神奈中の独自仕様である後ヒンジ式前扉から通常の前ヒンジ式に改造の上で導入している。

### 車両の歴史
- ダッジブラザース(1936年式) 104　1954年廃車
戦後バス事業再開時に導入された中古車。
この際に導入された車両、全15台(うち新製車は3台)中5台が当該車両で最大勢力だった[26]。
- いすゞBX91(1950年式) 116
1960年廃車
戦後バス事業再開間もない頃に導入された新車(帝國車体架装)。
背景は藤沢営業所奥田車庫。
検修庫の中には民生BR351若しくはRF90若しくはRX80(奥)と日産NUR690(手前)と思われる2台が見える。

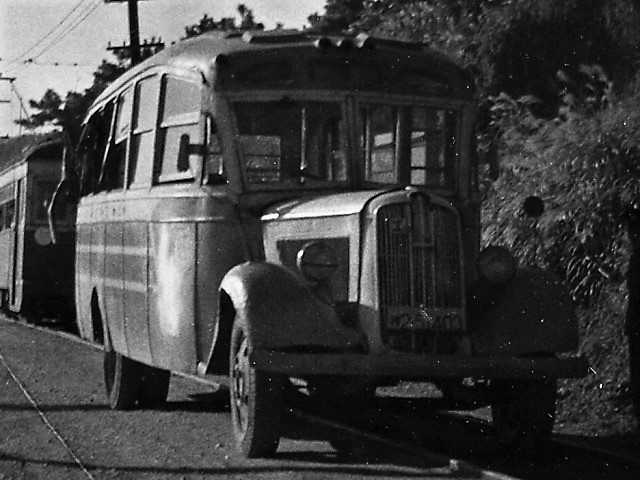
日産R6B(1956年式 再生シャーシー車) 301 1965年4月4日廃車
『ダルマさん』の愛称で親しまれたキャブオーバー車。
- いすゞBX91改
1963年3月29日廃車
ボンネット車の車体載せ替えキャブオーバー化改造車。
1956年にBX91型4台に施工された。
- ふそうR280(1957年式) 209
1965年12月25日廃車
初のふそうリヤーエンジン車。
中扉ロマンスシート仕様で定期遊覧や小貸切にも使用された。
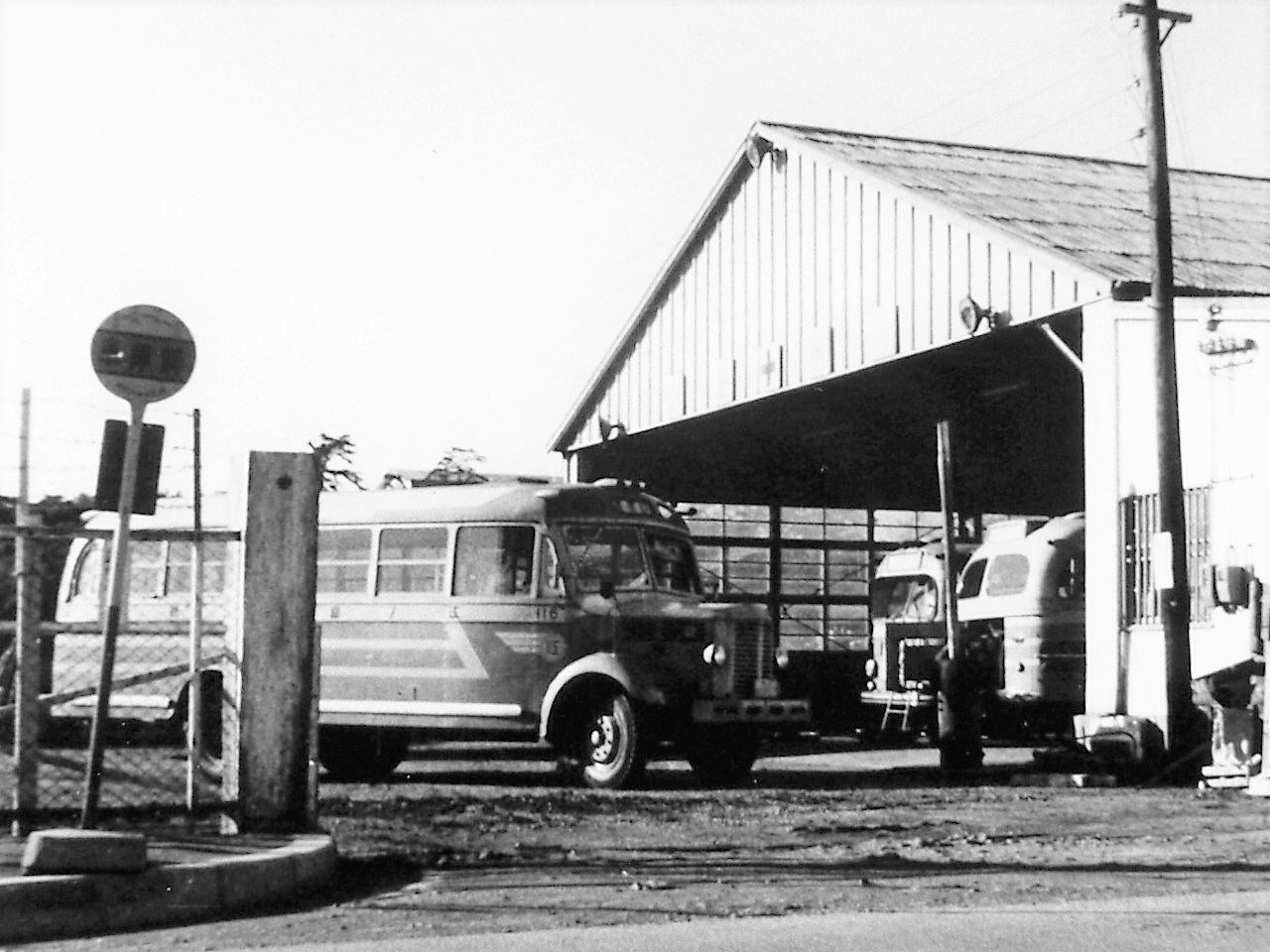
日産UR591(1958年式) 134 1965年3月廃車
初の日産リヤーエンジン車。この年式からはRX80に代わり日産ブランドの本系列が導入された。
ロマンスシート仕様で定期遊覧や小貸切にも使用されたのが本型式。三方シート仕様はフロントオーバーハングが短いNUR591を採用し、大量導入された。
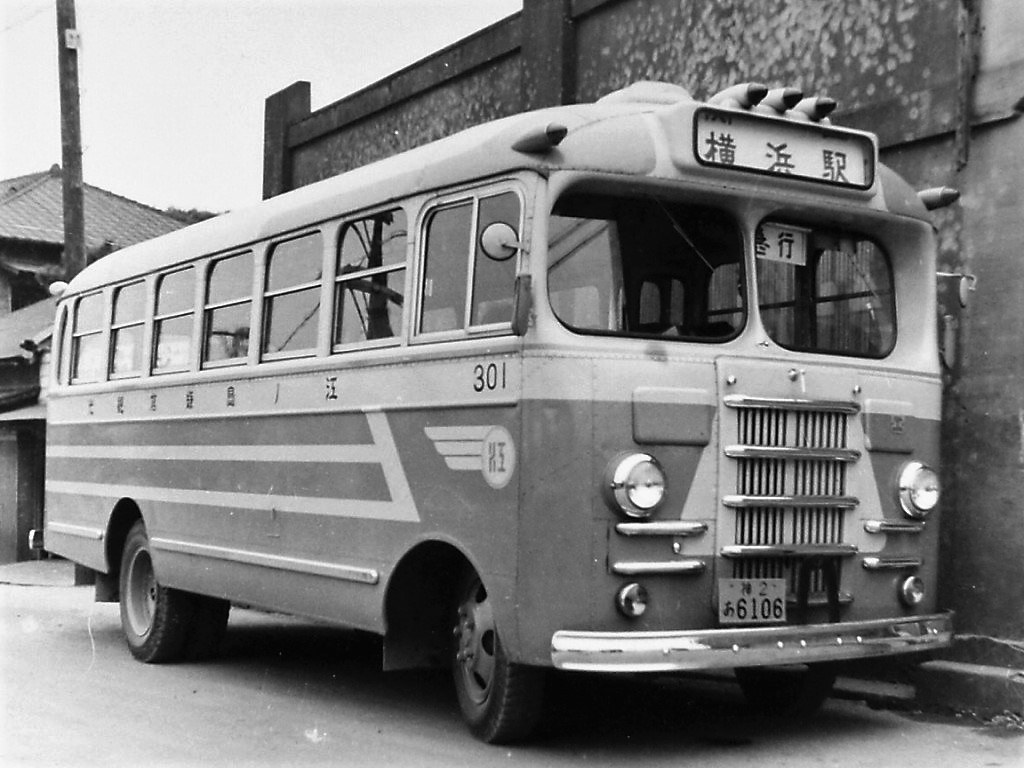
いすゞBA351D(1958年式) 315 1964年3月31日廃車
初のいすゞリヤーエンジン車。
1950年代～1960年代前半のいすゞリヤーエンジン車は横浜営業所に集中配備されていた。このグループ3台は、廃車後、仙北鉄道に譲渡された。
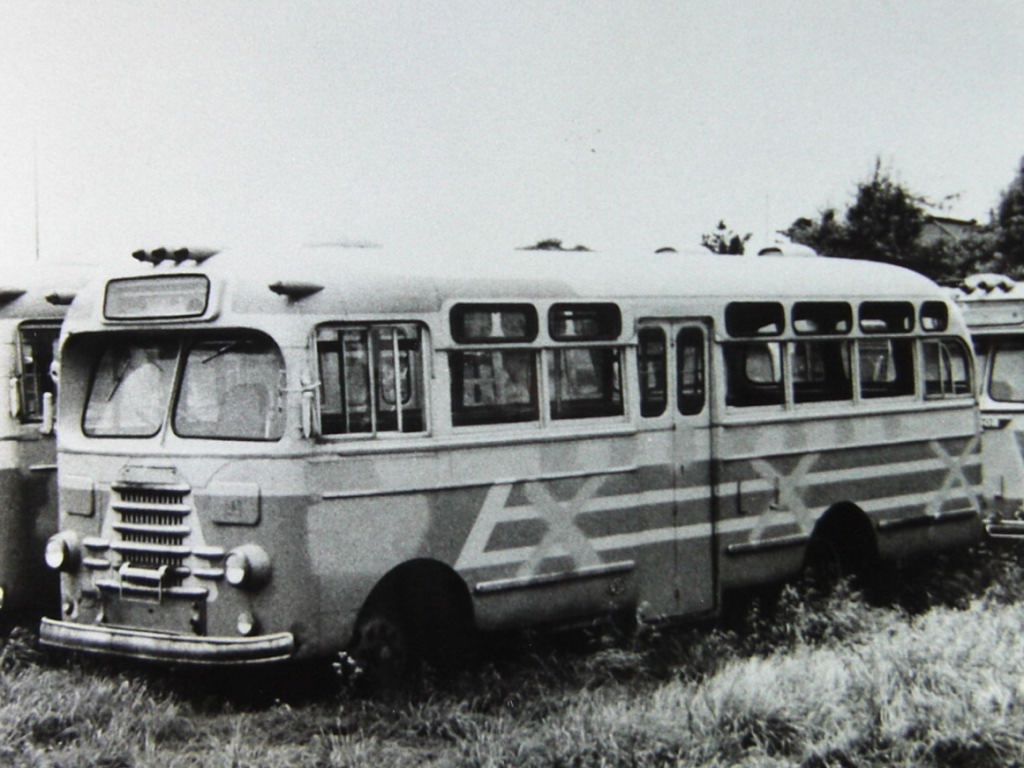
トヨタDR10(1959年式) 304 1965年4月廃車
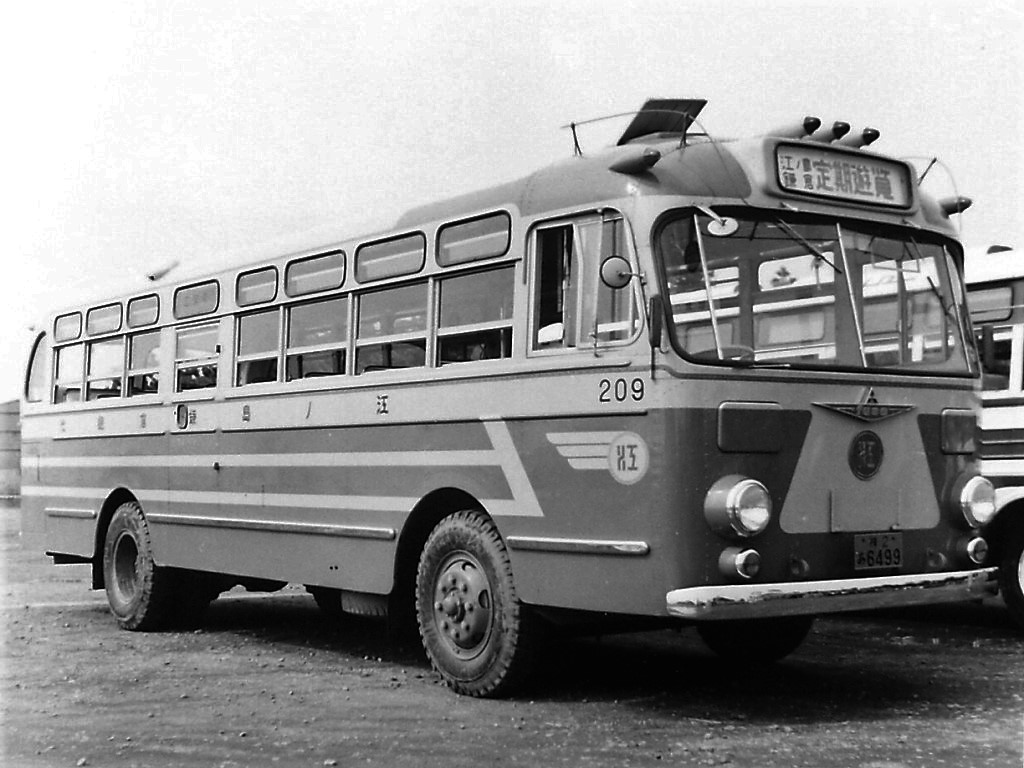
ふそうR280(1957年式) 209 1965年12月25日廃車 初のふそうリヤーエンジン車。 中扉ロマンスシート仕様で定期遊覧や小貸切にも使用された。
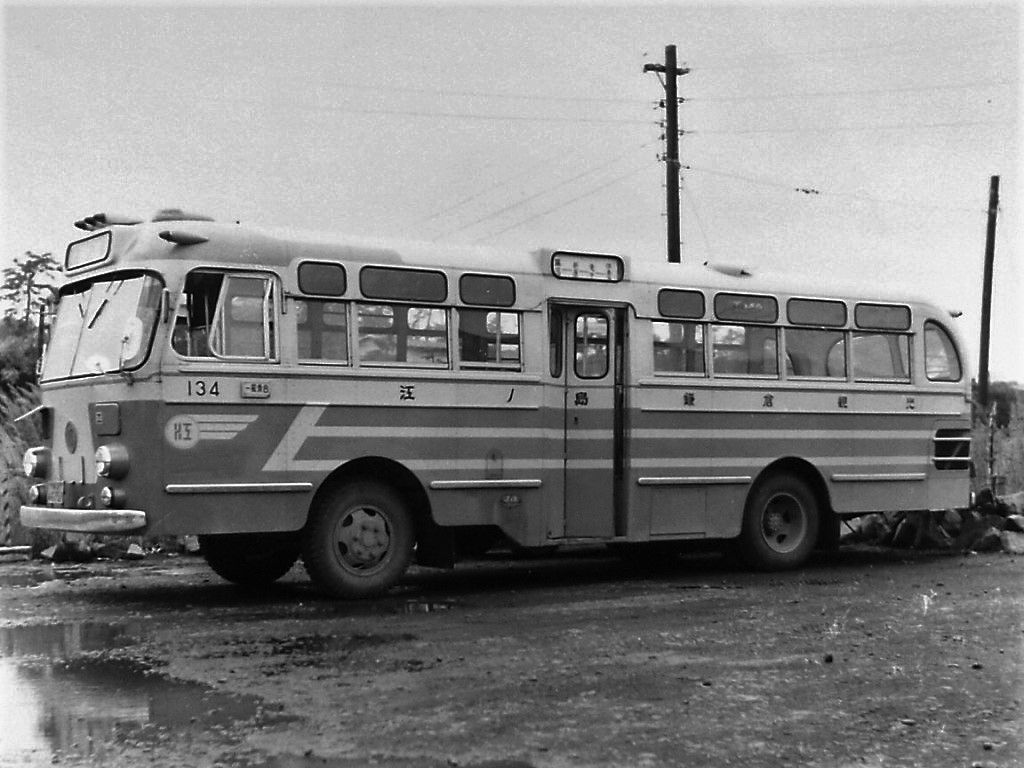
日産UR591(1958年式) 134 1965年3月廃車 初の日産リヤーエンジン車。この年式からはRX80に代わり日産ブランドの本系列が導入された。 ロマンスシート仕様で定期遊覧や小貸切にも使用されたのが本型式。三方シート仕様はフロントオーバーハングが短いNUR591を採用し、大量導入された。
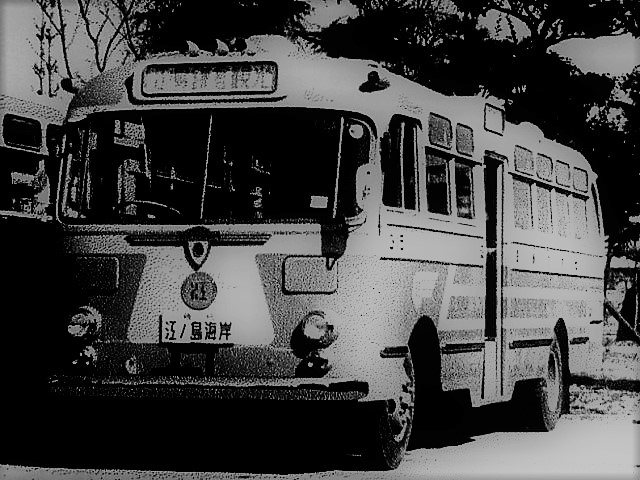
いすゞBA351D(1958年式) 315 1964年3月31日廃車 初のいすゞリヤーエンジン車。 1950年代～1960年代前半のいすゞリヤーエンジン車は横浜営業所に集中配備されていた。このグループ3台は、廃車後、仙北鉄道に譲渡された。
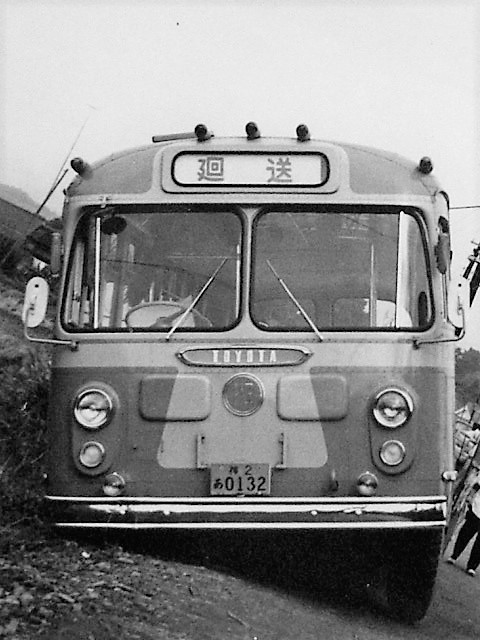
トヨタDR10(1959年式) 304 1965年4月廃車 新三菱車体を架装したトヨタ車。1960年以降のトヨタ車は富士重工車体を架装。 1960年代前半までトヨタリヤーエンジン車は横浜営業所に集中配備されていたが、1960年代後半に一部が藤沢営業所に転属した。
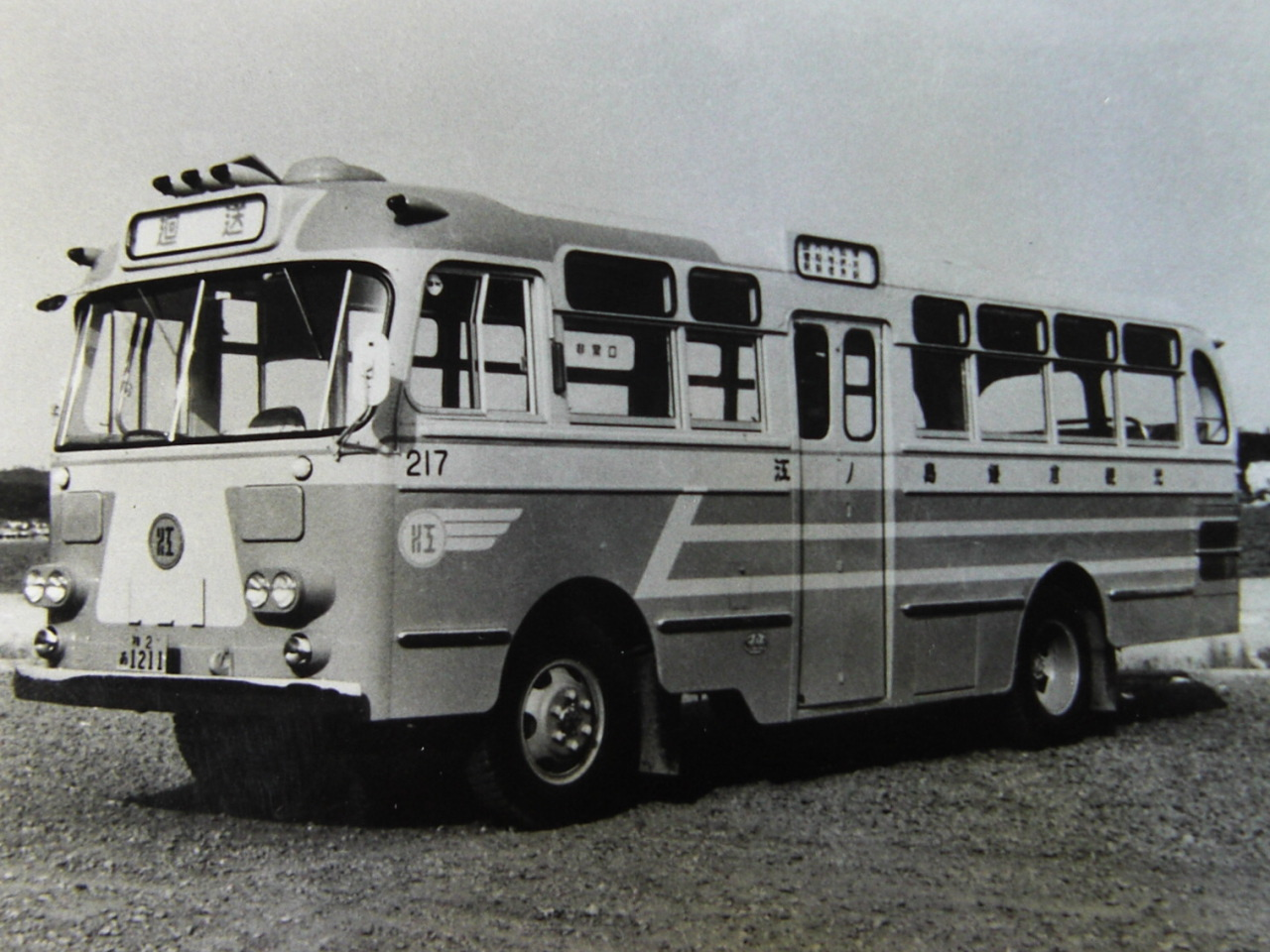
日産NUR690(1960年式) 217 1968年1月10日廃車 1960年代前半の主力車。 1959年までのNUR591をモデルチェンジし前照灯4灯化したのが本型式。 同形車は高根線でも運用された。
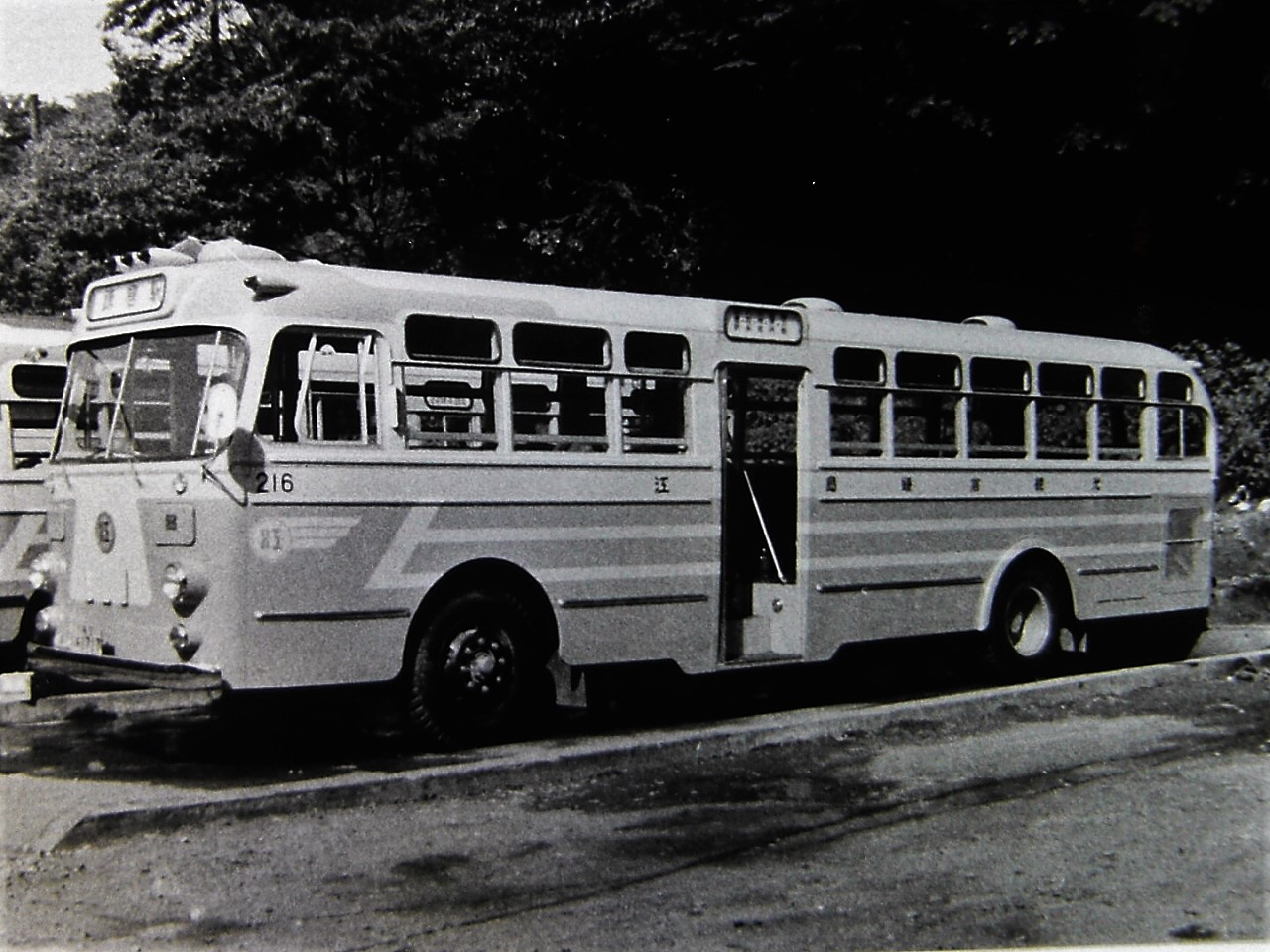
ふそうR470(1961年式) 216 1968年6月廃車 1960年代の長尺ツーマン車。 長尺ツーマン車は1958年3月12日にふそうR270が2台(社番204・206)導入されたのが嚆矢である。
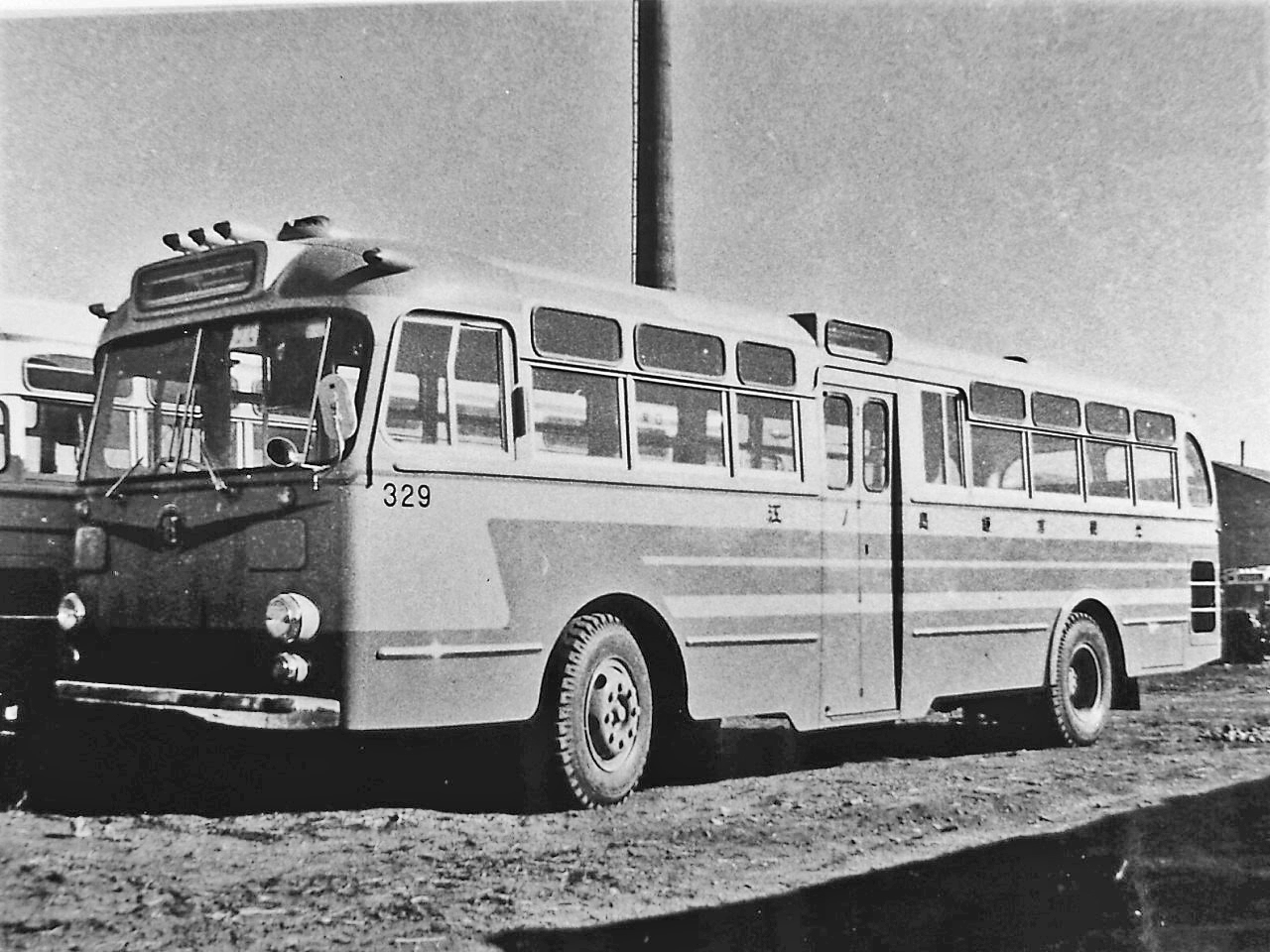
日産ディーゼル4R103(1962年式) 329　1971年5月28日廃車 1960年代の長尺ツーマン車。 この年式から塗り分けが大幅に変更された。
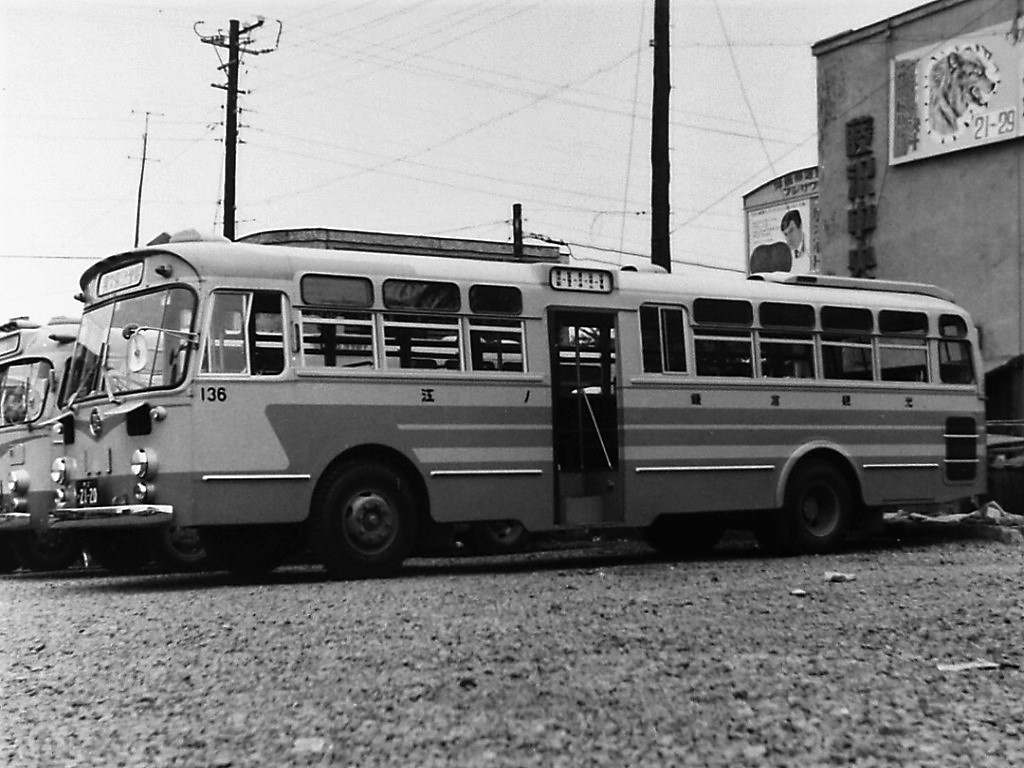
日産ディーゼル4R103(1963年式) 136　1973年9月6日廃車 長尺ツーマン車末期の増備車。 本車は1970年1月に前扉増設中扉引戸化改造を施工されワンマン車となった。本グループは8台が購入されたが、うち4台はワンマン化改造を施工。別の3台は1969年～1970年にかけてロマンスシート化改造を施工され東京線でも運用された。
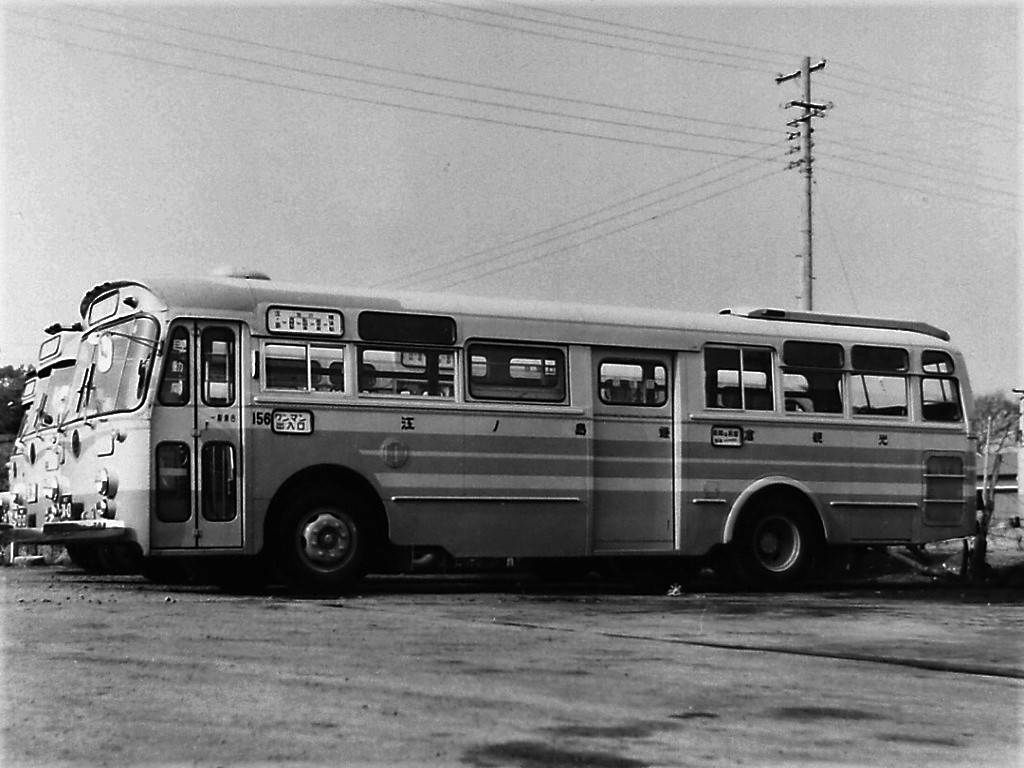
日産ディーゼル4R93(1964年式) 156　1976年7月21日廃車 初のワンマン車。 ふそうMR490と共に大量導入された。
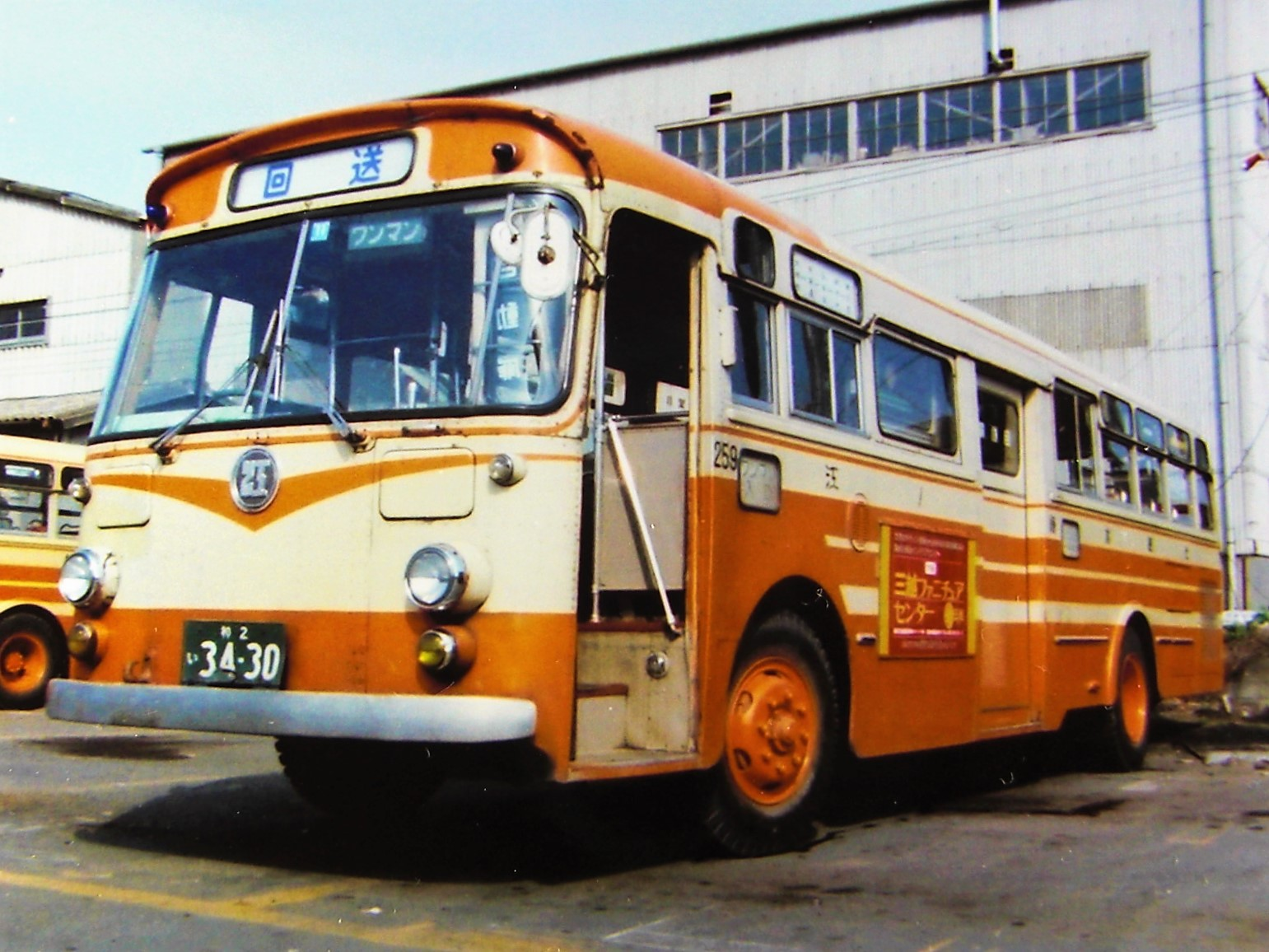
ふそうMR490(1964年式)　259　1975年10月16日廃車 4R93と共に大量導入された初代ワンマン車。新製時は正面庇中央部に3個の角型マーカーランプが埋め込まれていた（前述の4R93参照）が、この写真が撮影された1973年には撤去されていたのが判る。。
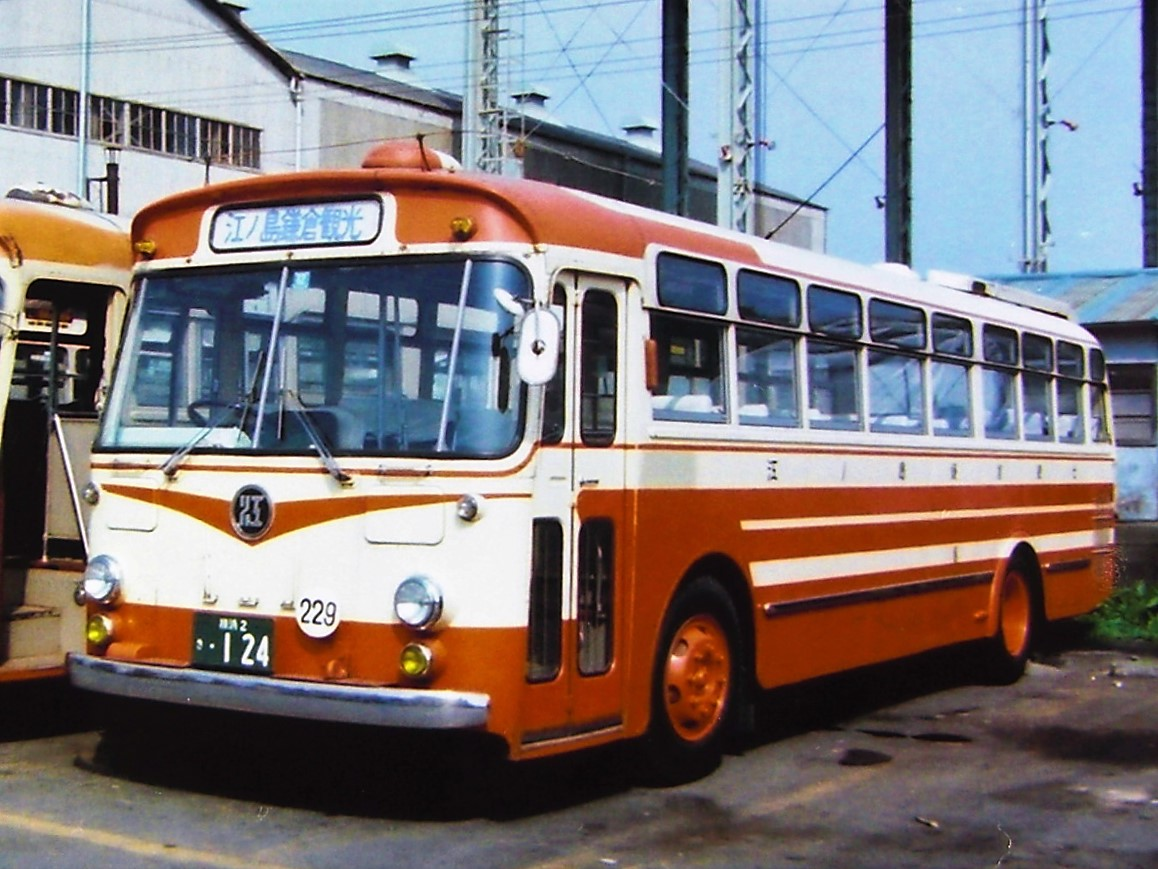
日産ディーゼル4RA93(1965年式)　229　1976年廃車 貸切車は1966年購入車まではスタンディーウインドウ、冷房無し、リクライニング機構無しのロマンスシート仕様で導入された。塗装も、路線車と同色であったが、写真に示す通りアイボリーと朱色の新塗装に順次変更された。この写真は乗合登録に格下げ後の撮影で、東京線や定期遊覧の他、一般路線のツーマン運行にも充当された。。
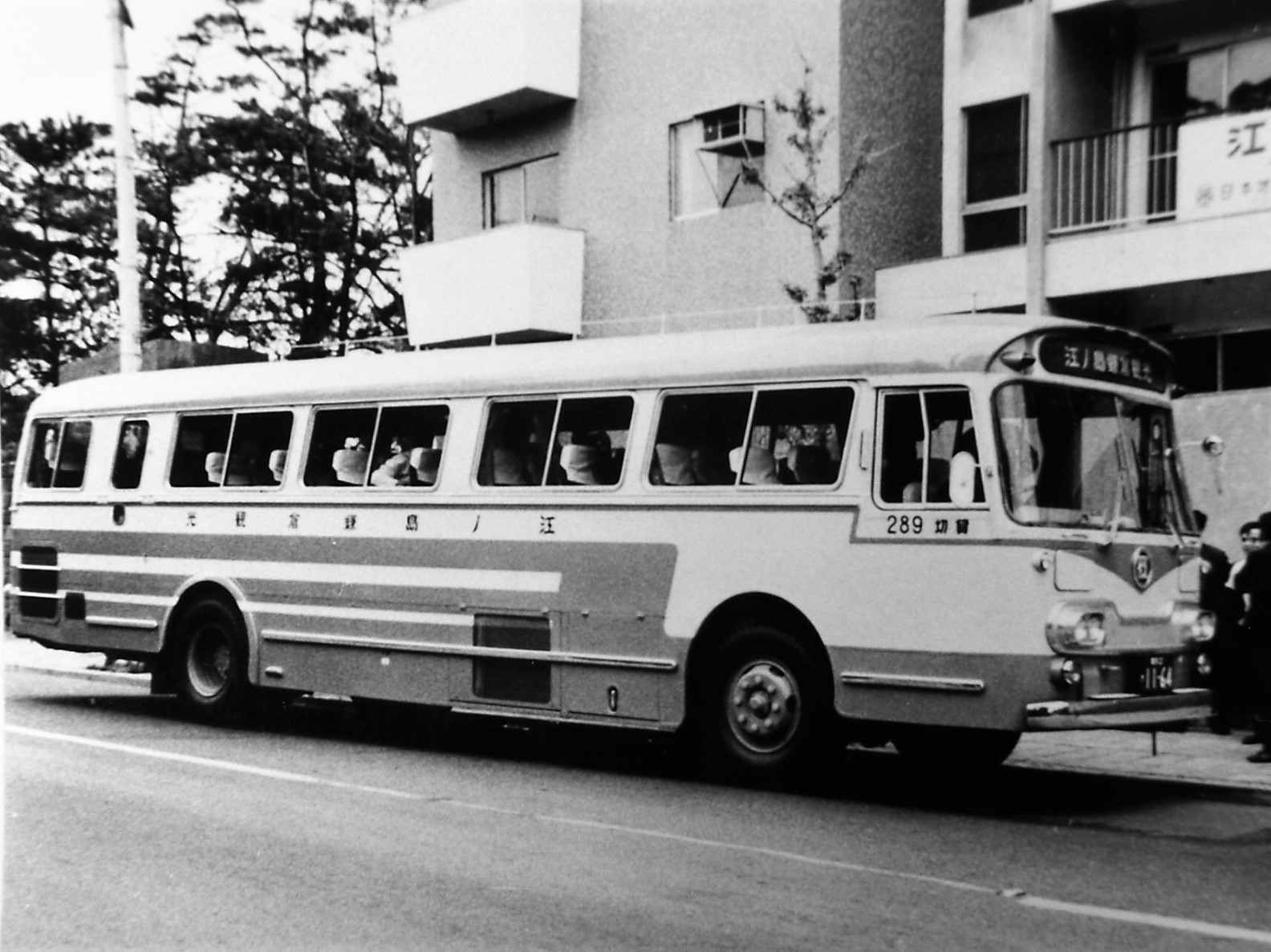
日産ディーゼル5RA110(1967年式) 289　1980年9月2日廃車 初の冷房付リクライニングシート貸切車。2台が導入された。正面方向幕部分が採光窓となった仕様はこの年式のみの特徴である。
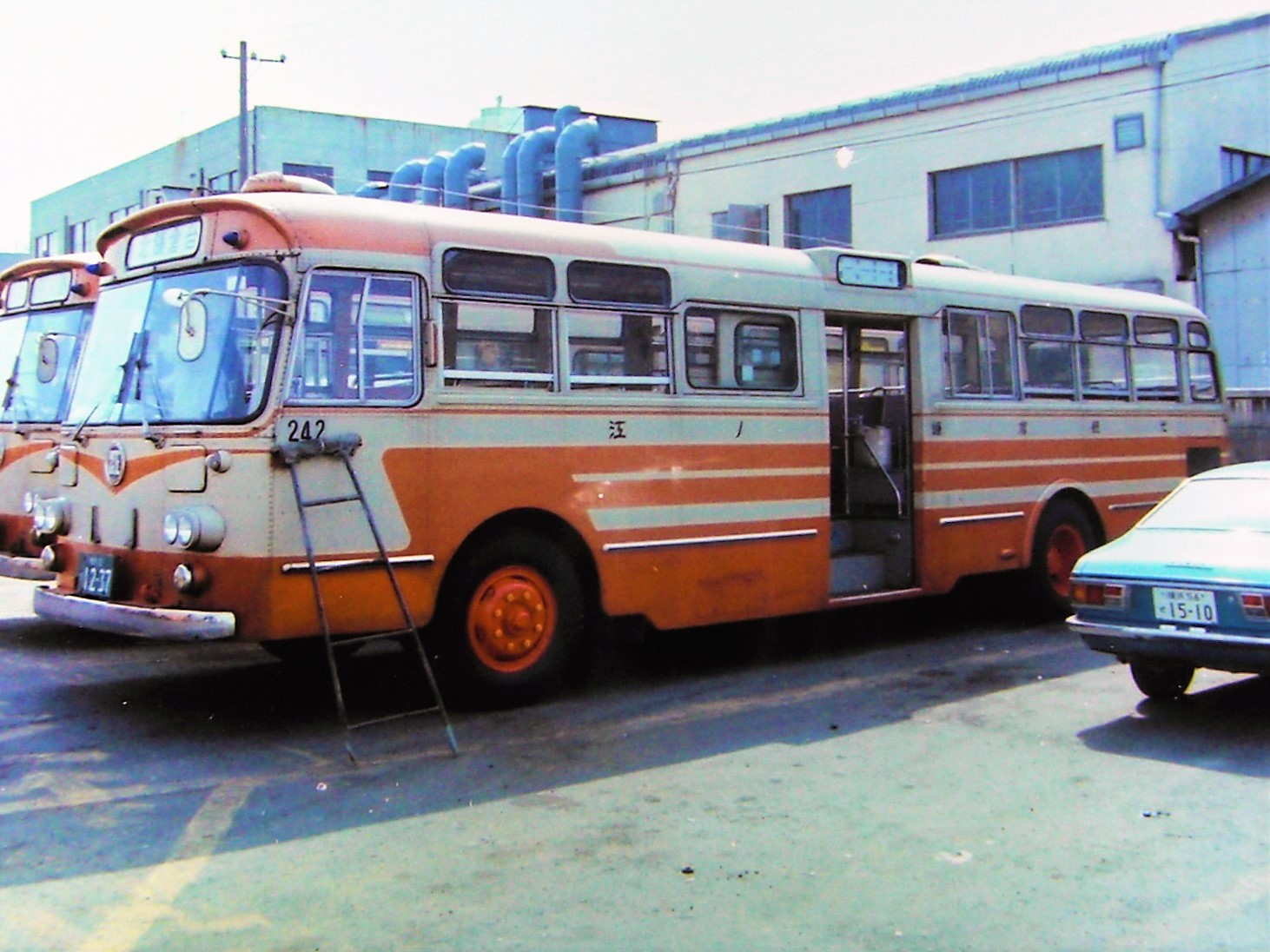
ふそうMR470(1967年式)　242　1977年廃車 ワンマン車大量導入により、長尺ツーマン車の導入は一時途絶えていたが、1967年に中扉引戸、補助席付ロマンスシート仕様で2台が導入された。東京線や定期遊覧の他、一般路線のツーマン運行にも充当された。
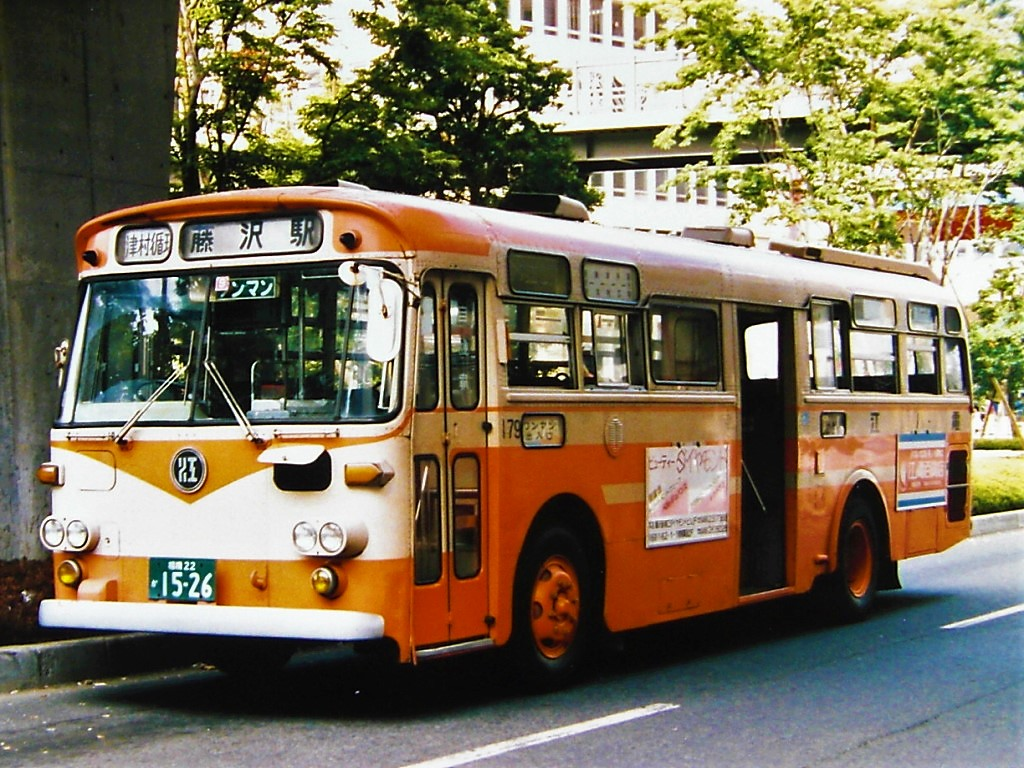
日産ディーゼル4R94(1969年式) 179　1985年3月6日廃車 神奈川中央交通からの譲受車。 一大勢力を誇った本型式は、神奈中からの譲受車を加えると述べ60台が導入された。新製購入車とは正面方向指示器、屋上ベンチレーター形状、側面方向幕位置等が異なる。1978年11月16日購入の本車は神奈中仕様の後ヒンジ式前扉のまま使用された異端車である。
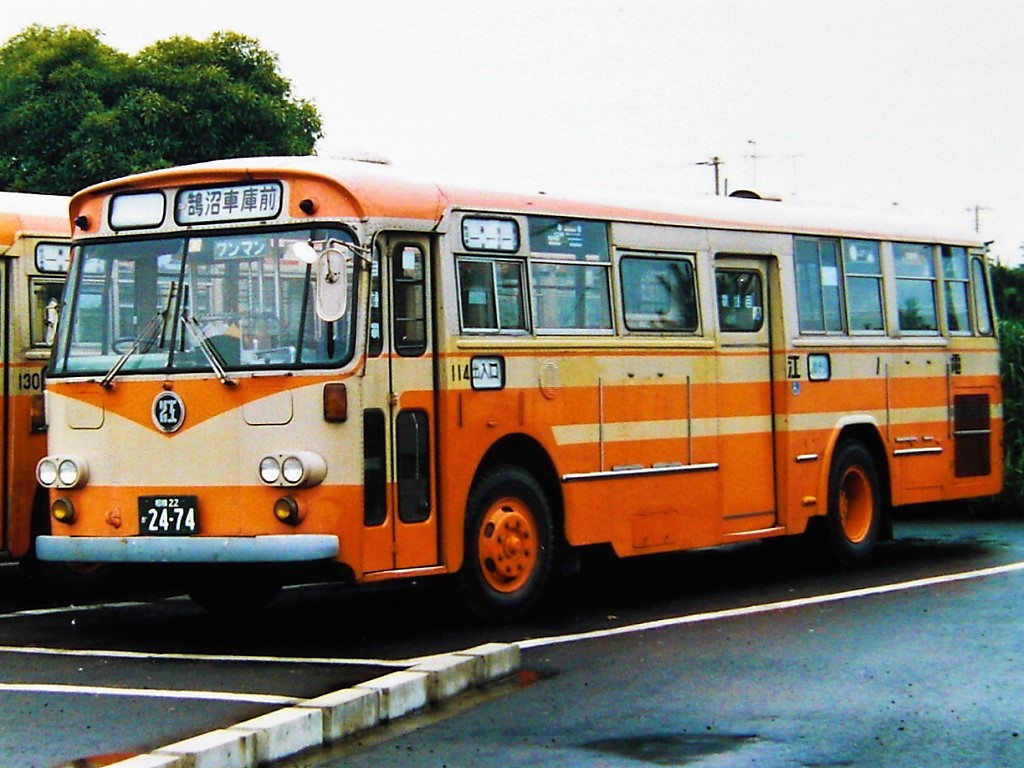
日産ディーゼルPR95(1970年式) 114(←旧337) 1985年7月12日廃車 PR95型市販1号車。 この年式から1973年式までの路線車は、一部の例外を除き三方前向き混合シート仕様で新製された。
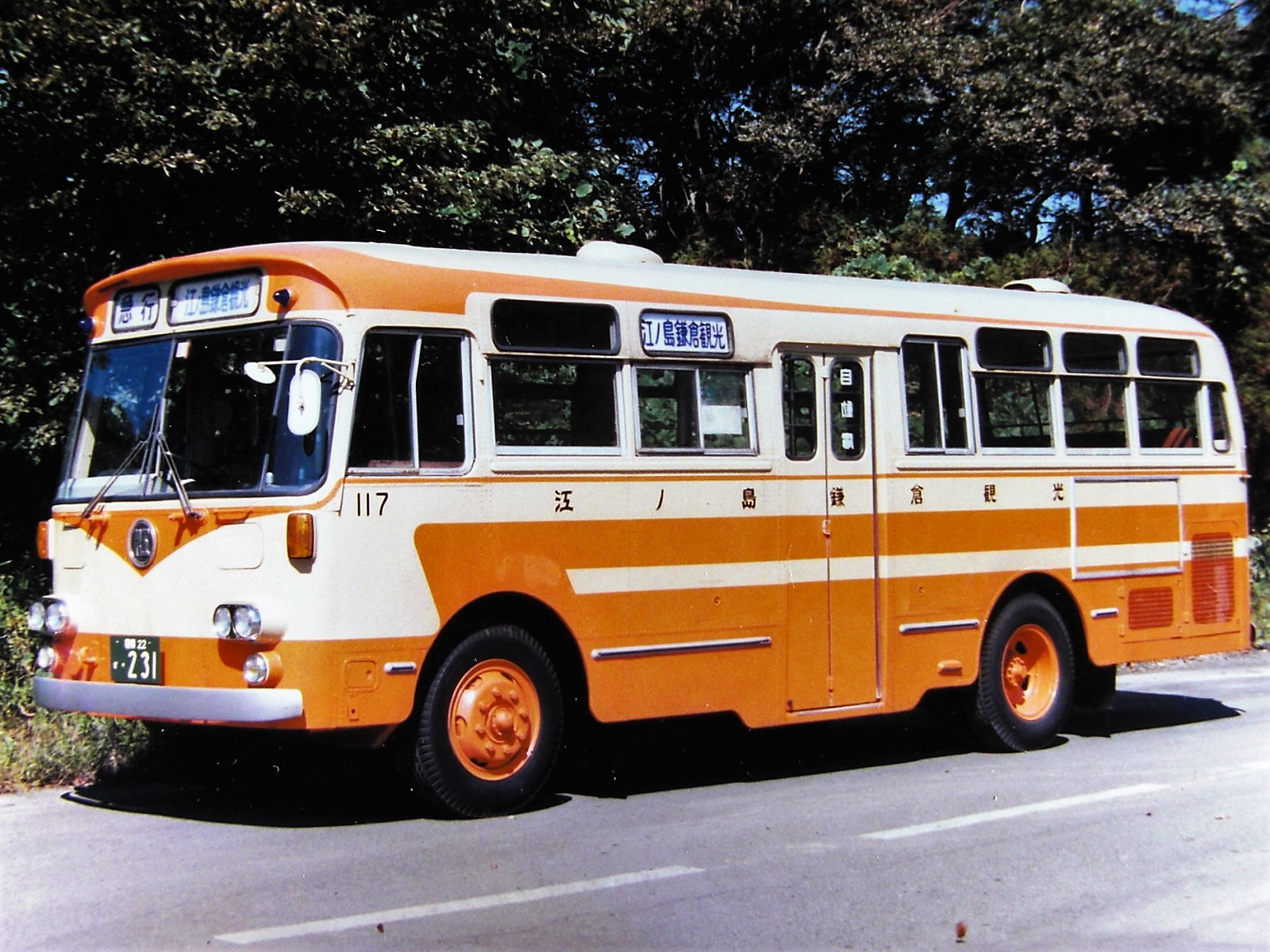
いすゞBA10(1971年式) 117 1983年7月11日廃車 最後の中扉ツーマン専用車。 オール三方シート仕様としても最後の新製車であった。 末期は高根線用予備車となっていた。同車はその後、個人に引き取られ準動態保存（車検は取得していないものの可動状態は保持）された。2019年現在も残存しており、可動状態にある元江ノ電バス在籍車では最古の車である。
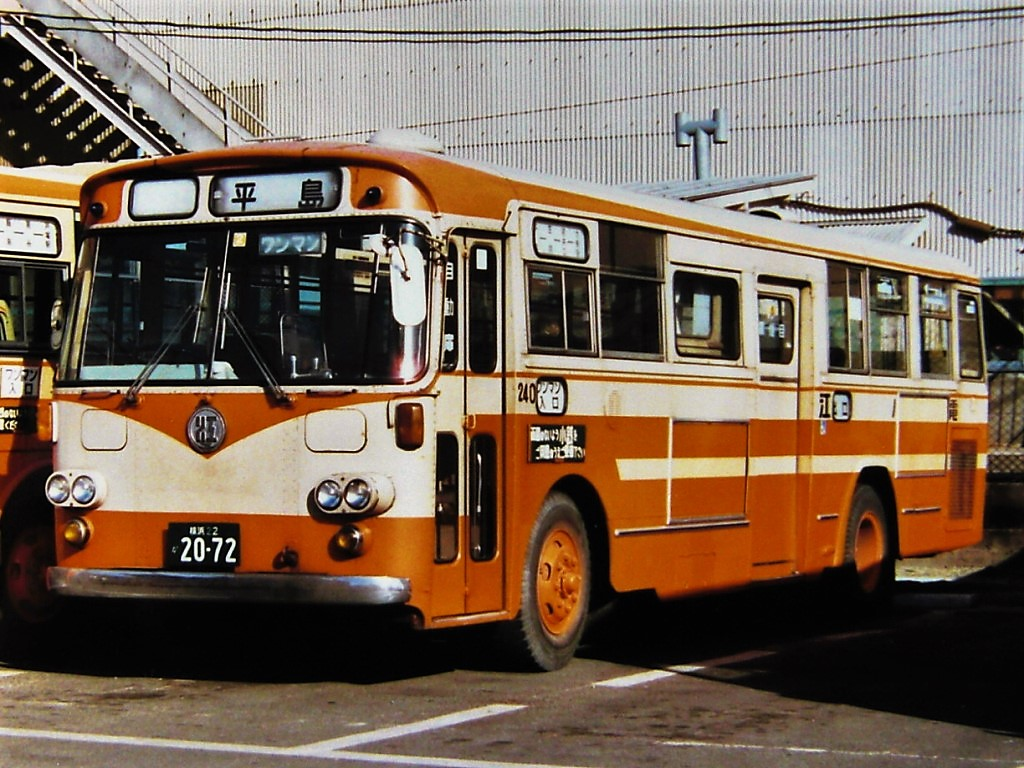
ふそうMR410(1971年式) 240 1986年12月10日廃車 4R94と共に一大勢力誇った本型式は、富士重R13初期型、同サッシ窓、同13E型、神奈中から譲受した呉羽車体車と、多彩な形態であった。この年式はPR95と共に補助席付貸切兼用車が数台在籍したが、外観上は全く同一である。
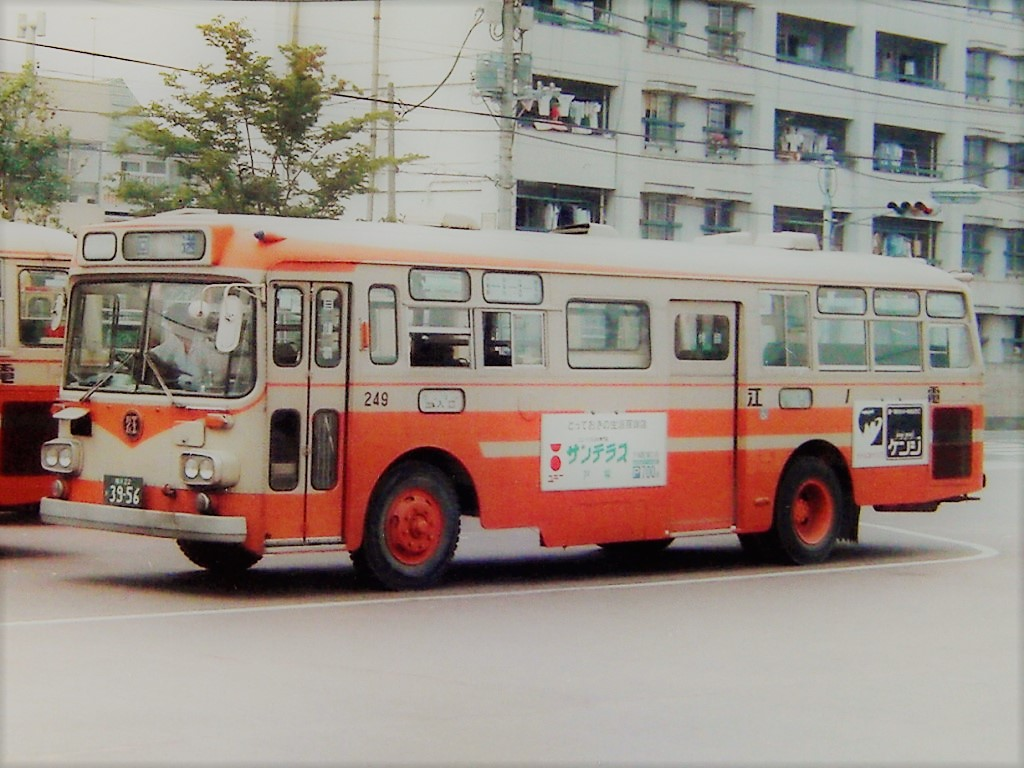
ふそうMR410(1971年式) 249 1985年11月9日廃車 呉羽車体を架装した神奈川中央交通からの譲受車。 本型式は新製車、中古車合わせて延べ51台が在籍した。
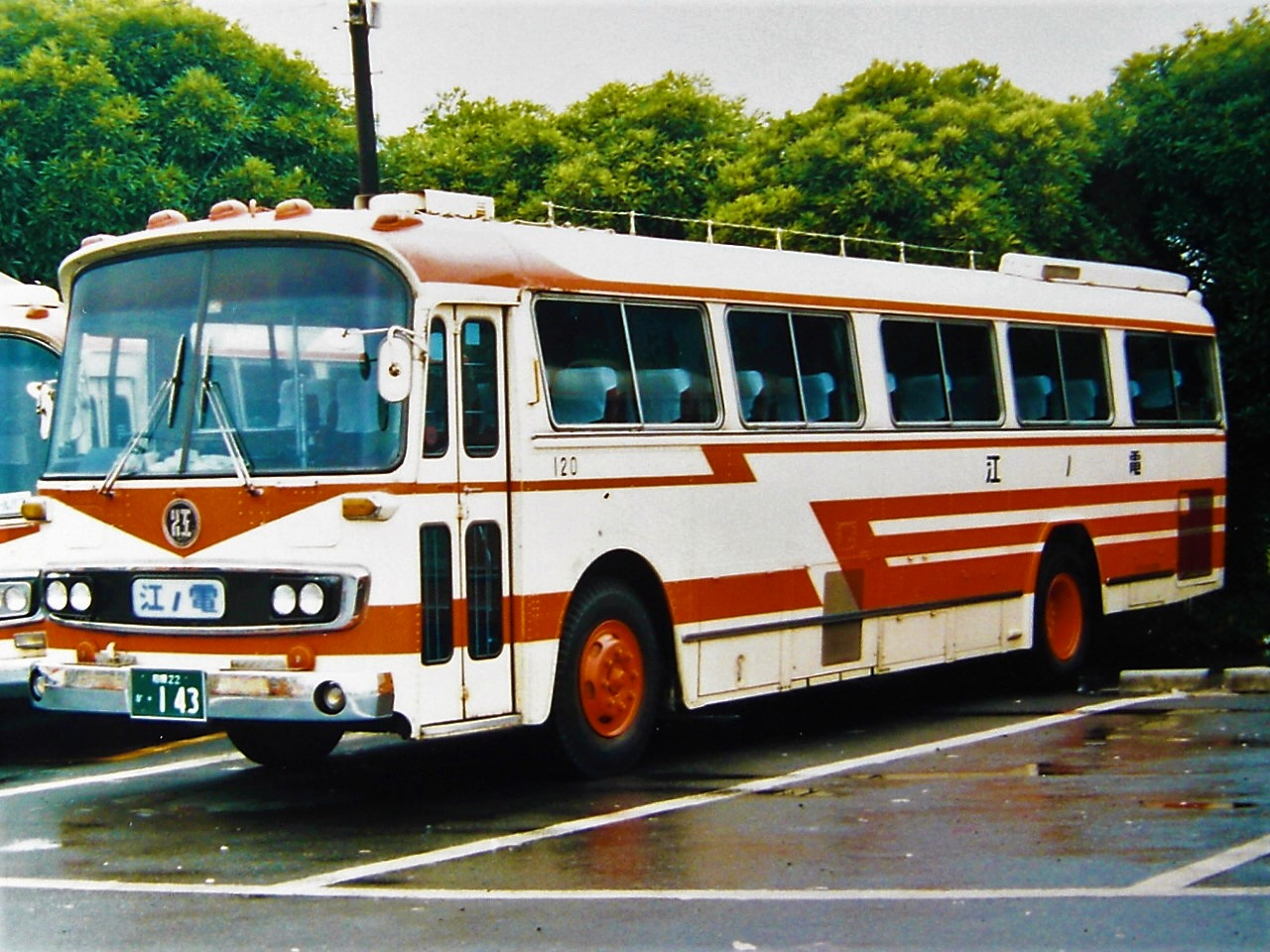
日産ディーゼル6RA111(1971年式) 120　1985年7月4日廃車 新製購入車としては最後の2サイクルUDエンジン搭載車(貸切車)。
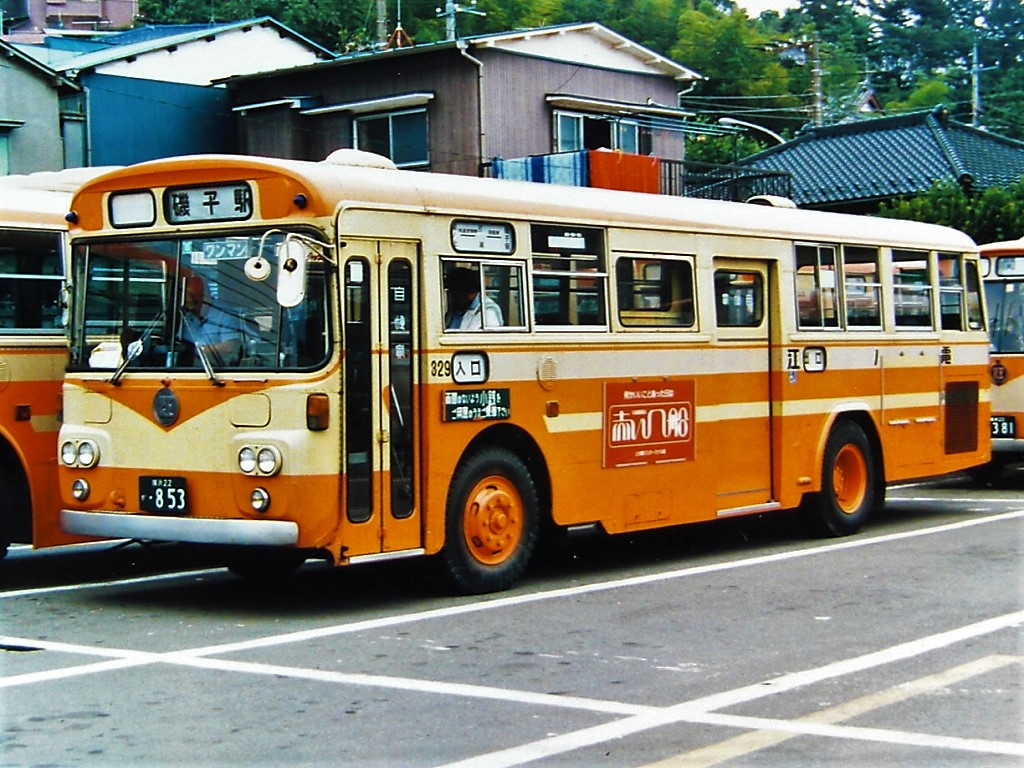
日産ディーゼルPR95(1972年式) 329　1985年11月14日廃車 この年式からMR410と共に富士重工R13E型車体となった。 本車は三方前向き混合シート仕様で新製されたが、1980年に前向きシートに改造された。前扉もその際に交換されている。
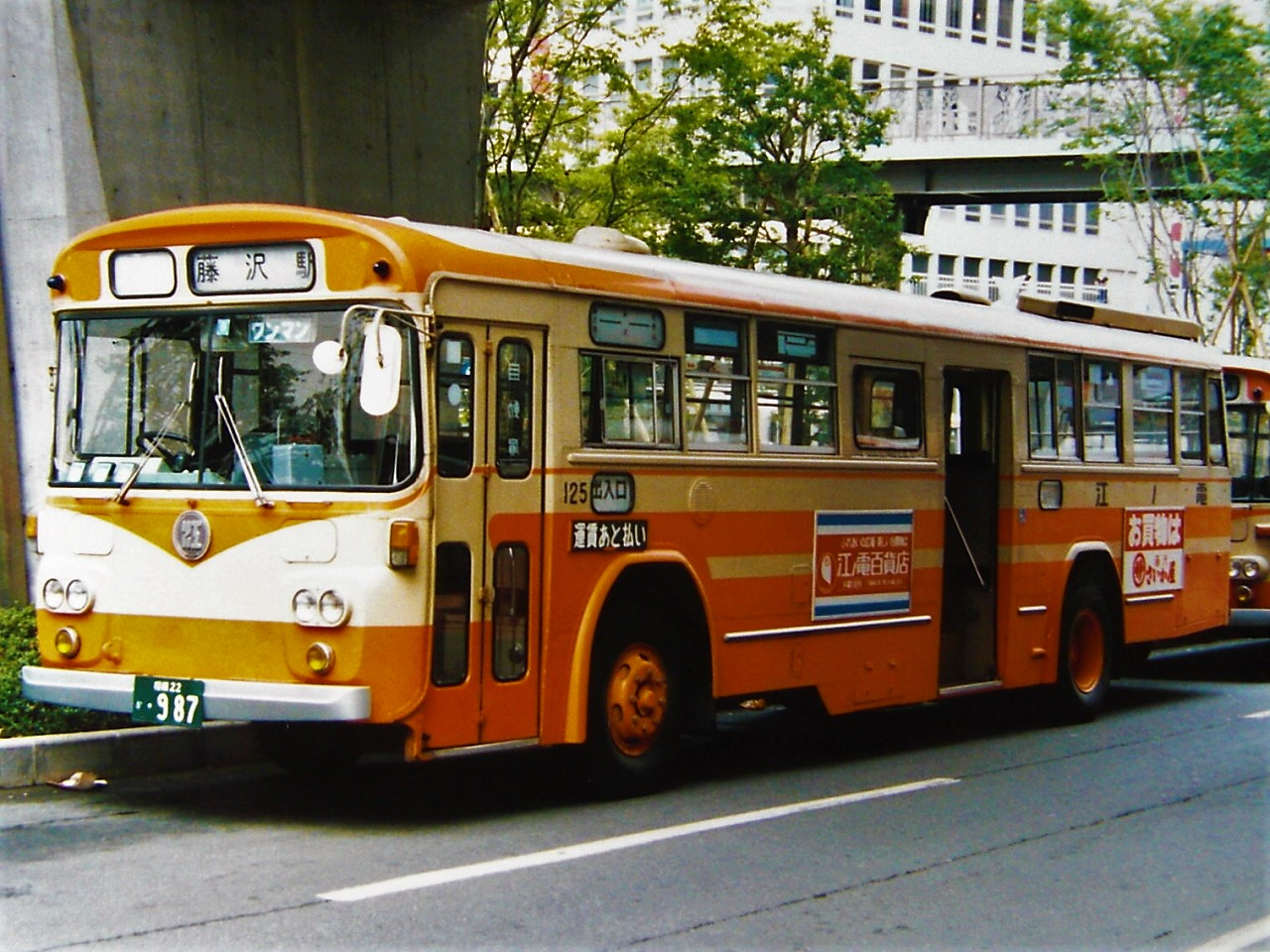
日産ディーゼルU20N(1975年式) 125　1986年12月5日廃車 新製ワンマン車として初の長尺車。この年式から前扉がワイドドア化された。
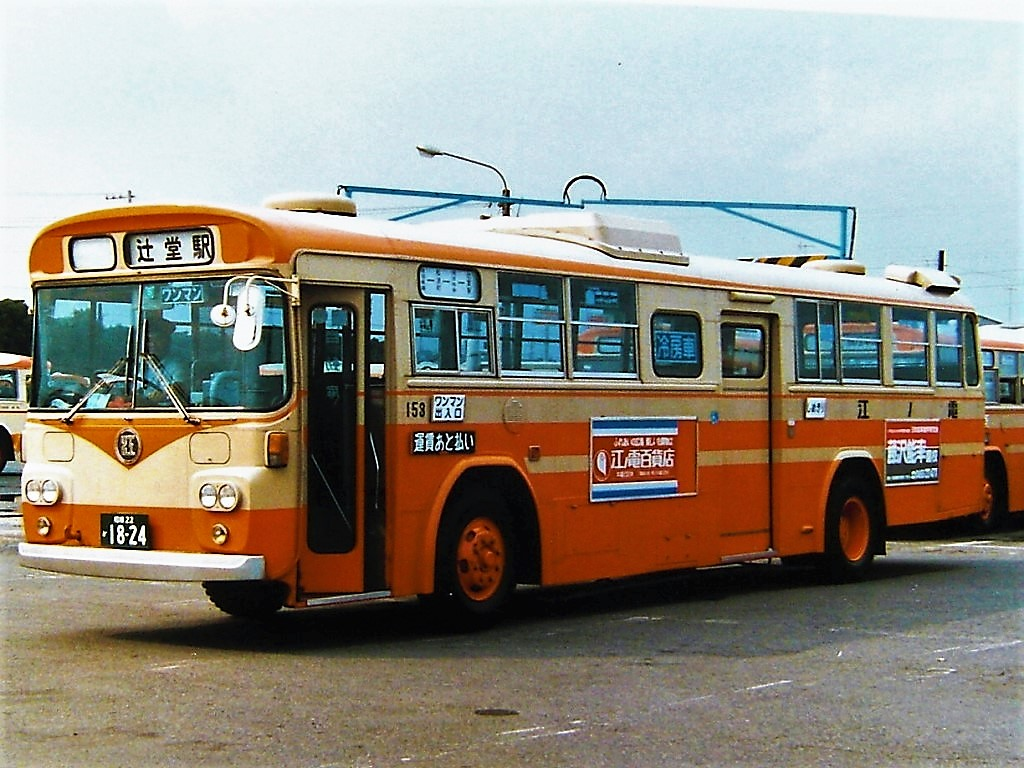
日産ディーゼルK-U31N(1980年式) 153　1994年3月28日廃車 一般路線用初の冷房車。 本型式2台と、ふそうK-MP118N 1台の計3台が各営業所に1台ずつ配備されたのが嚆矢である。
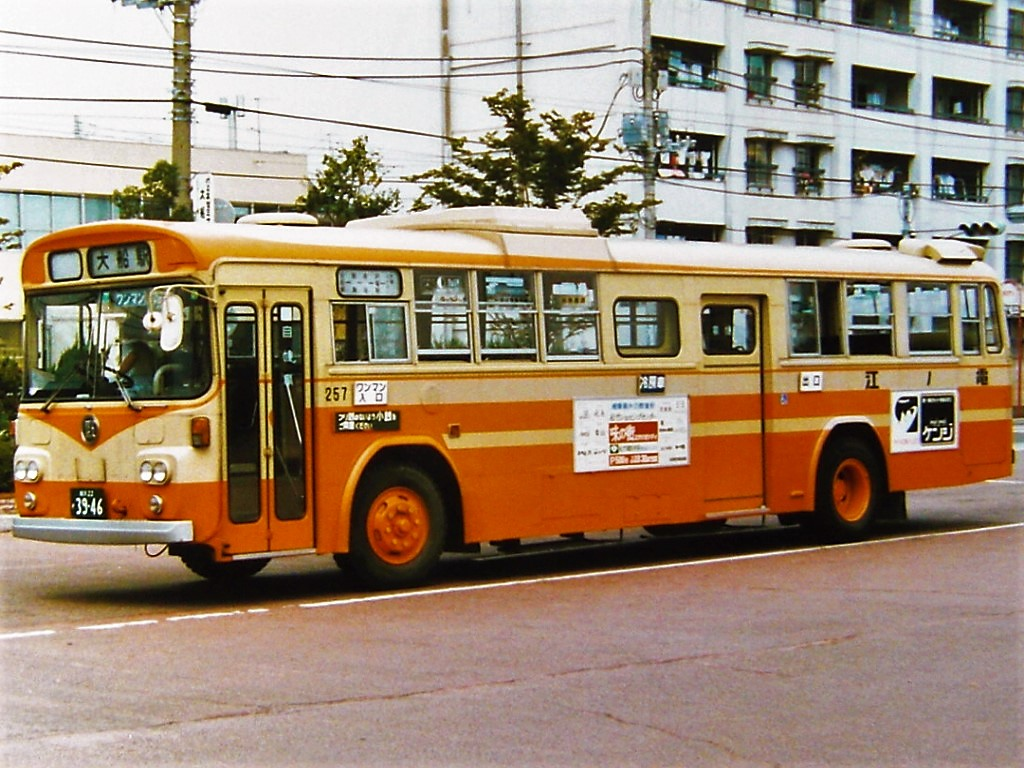
ふそうK-MP118N改(1980年式) 257　1994年3月28日廃車 2台だけ在籍した冷房化改造車(他方の1台は日産ディーゼルK-U31N改 1980年式 社番317)。 1983年7月11日改造竣工で、エバポレーターはR15型用の物が装着されている。
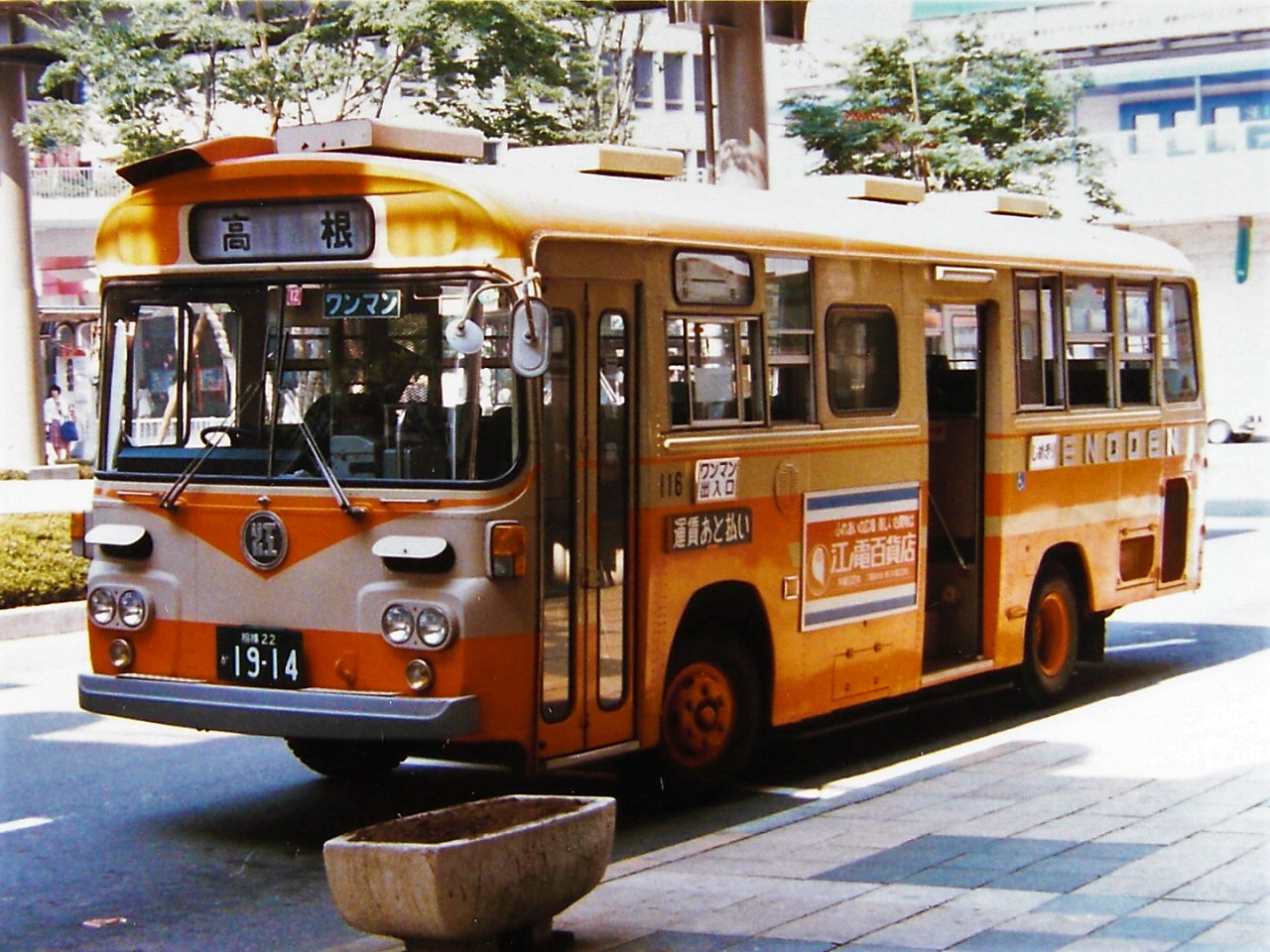
日産ディーゼルK-RM80E(1980年式) 116　1988年8月30日廃車 初の中型路線車。 高根線用に導入された。
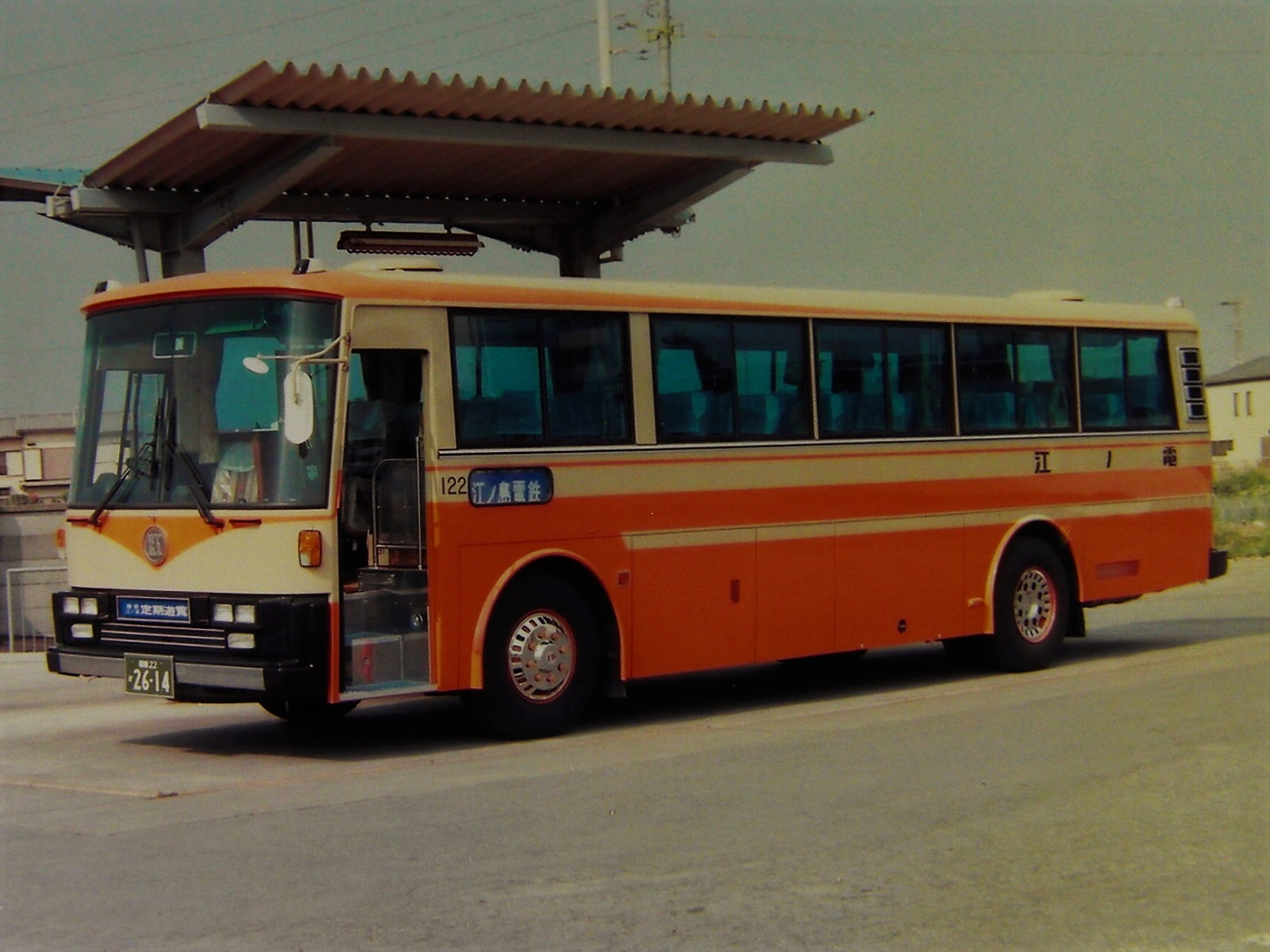
日産ディーゼルP-RA52M（1984年式）122　1996年12月廃車 定期遊覧専用として初の新車。 これ以前の定期遊覧には一般路線兼用の中扉ロマンスシート車や貸切格下げ車を使用していた。 トップドアロマンスシート仕様でオレンジ/クリームの路線色は、1966年式4RA94以来、実に18年ぶりの導入であった。
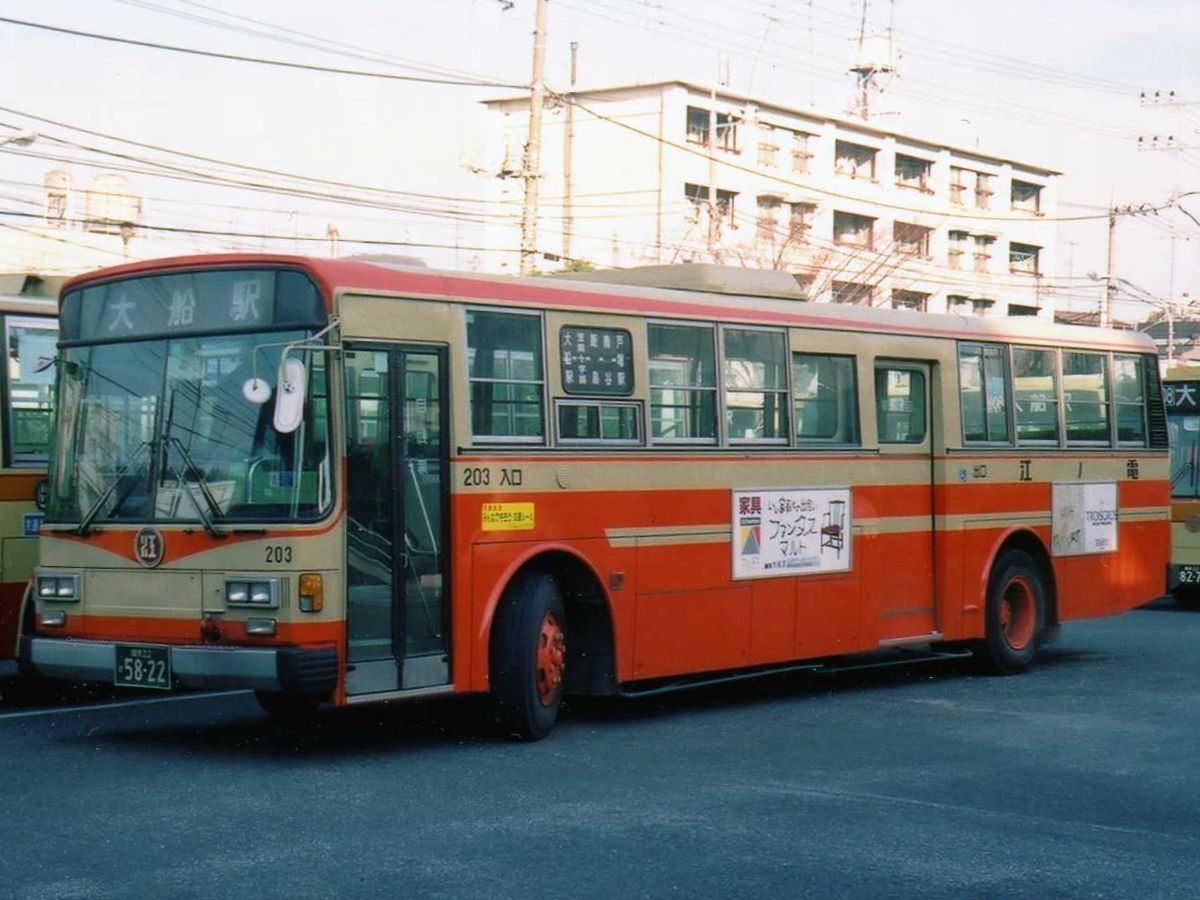
P-MP218P（1986年式）203　2003年廃車 1994年までのふそう新製大型リヤーエンジン車は、すべて富士重工車体を架装していた。
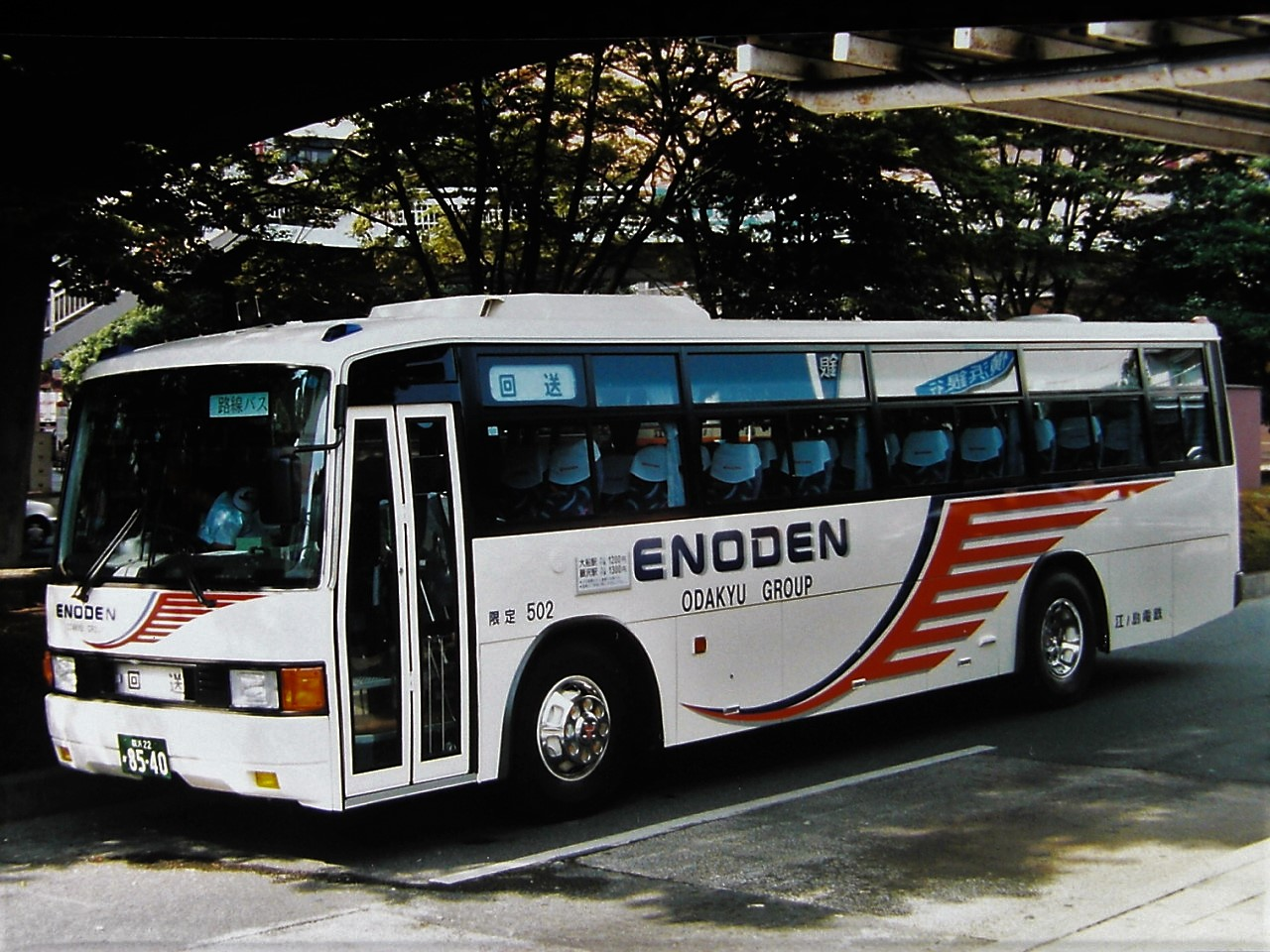
ふそうU-MP618M(1995年式) 502　2007年3月廃車 初代高速羽田線用車。当車は後に定期遊覧用に転用され、821に改番された。
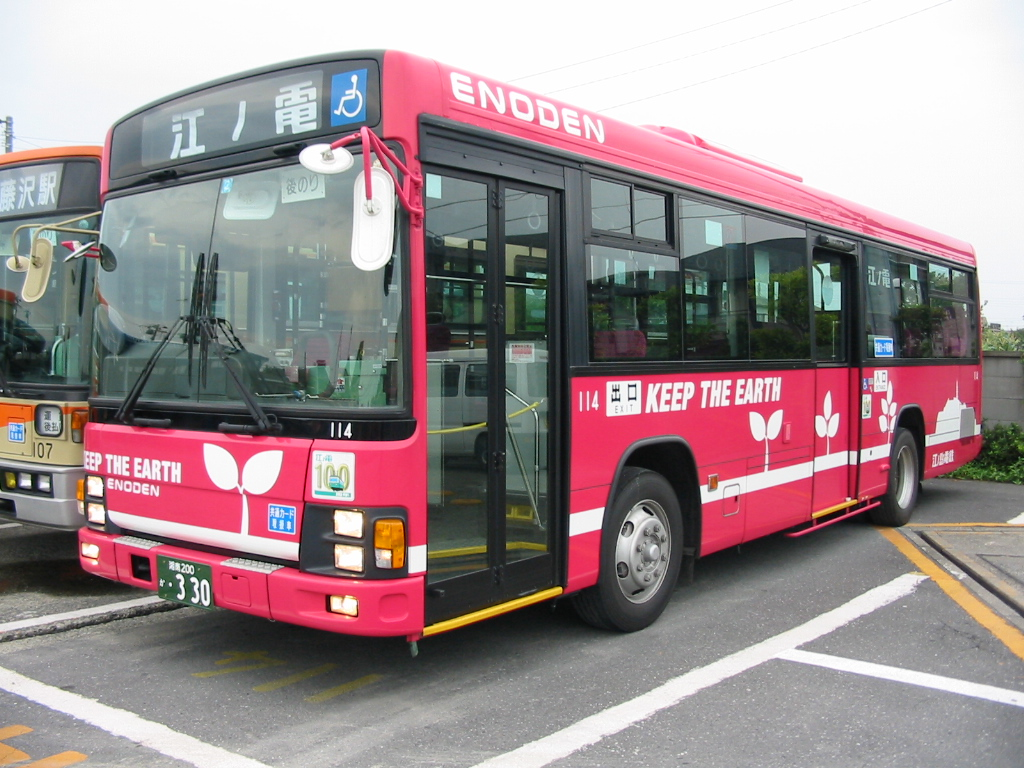
いすゞKL-LV280LI（2002年式）114　2016年12月廃車 サンプル車を購入した当車はピンク色の塗装で異彩を放った。当初、辻堂西海岸線に限定運用されていたが、後に他車と共通運用されるようになった。
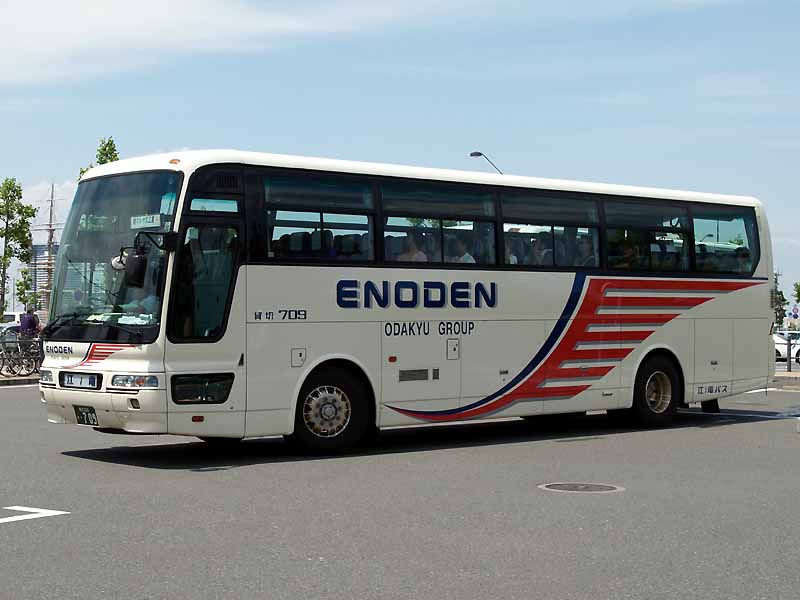
ふそうKL-MS86MP (2004年式）709　2014年9月廃車 大型貸切車は、従来、基本的に日産ディーゼル車が中心となっていたが、1997年以降ふそう車が導入された。
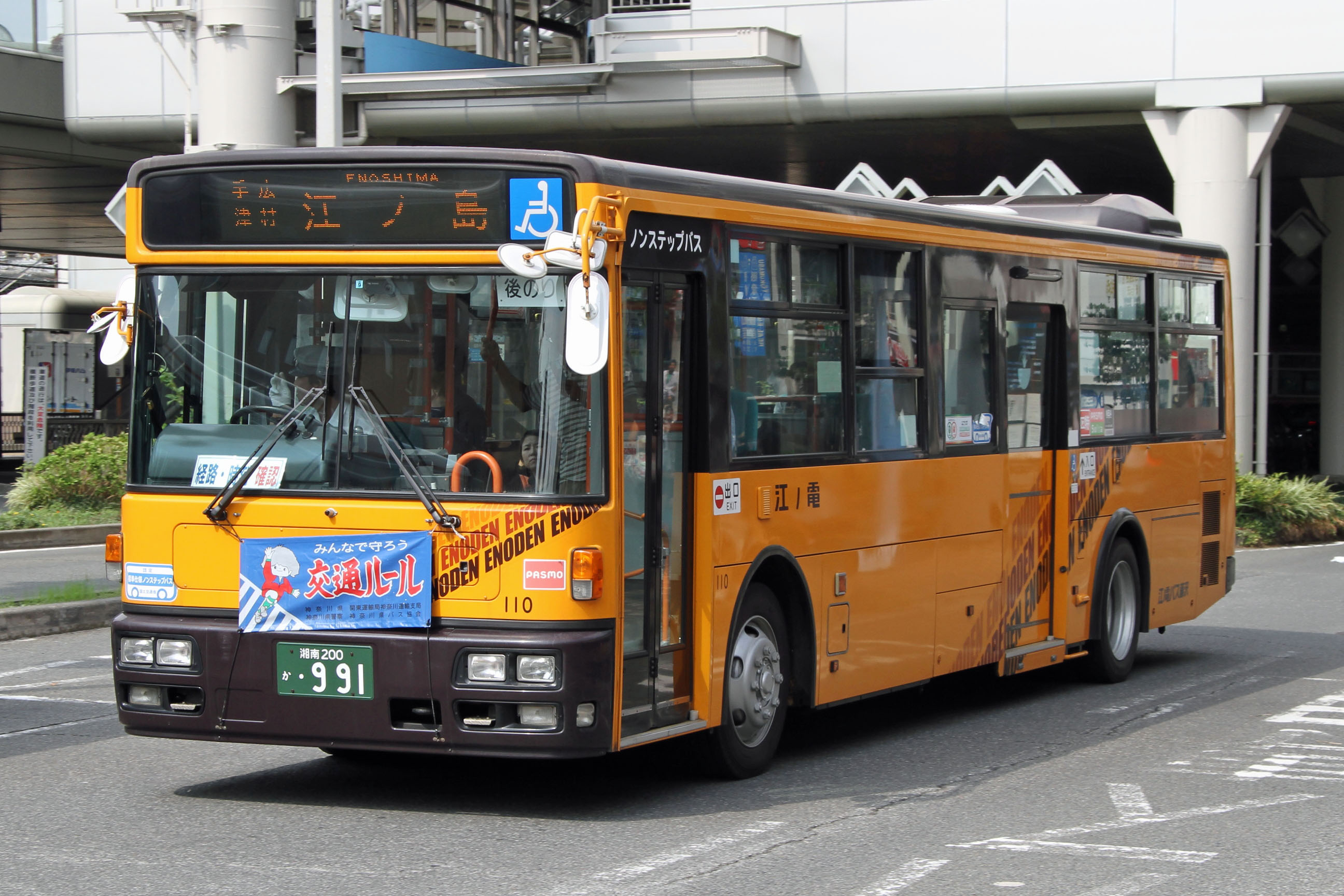
日産ディーゼルPK-JP360NAN　(2006年式)　110 江ノ島電鉄開業100周年を記念した塗色車両。
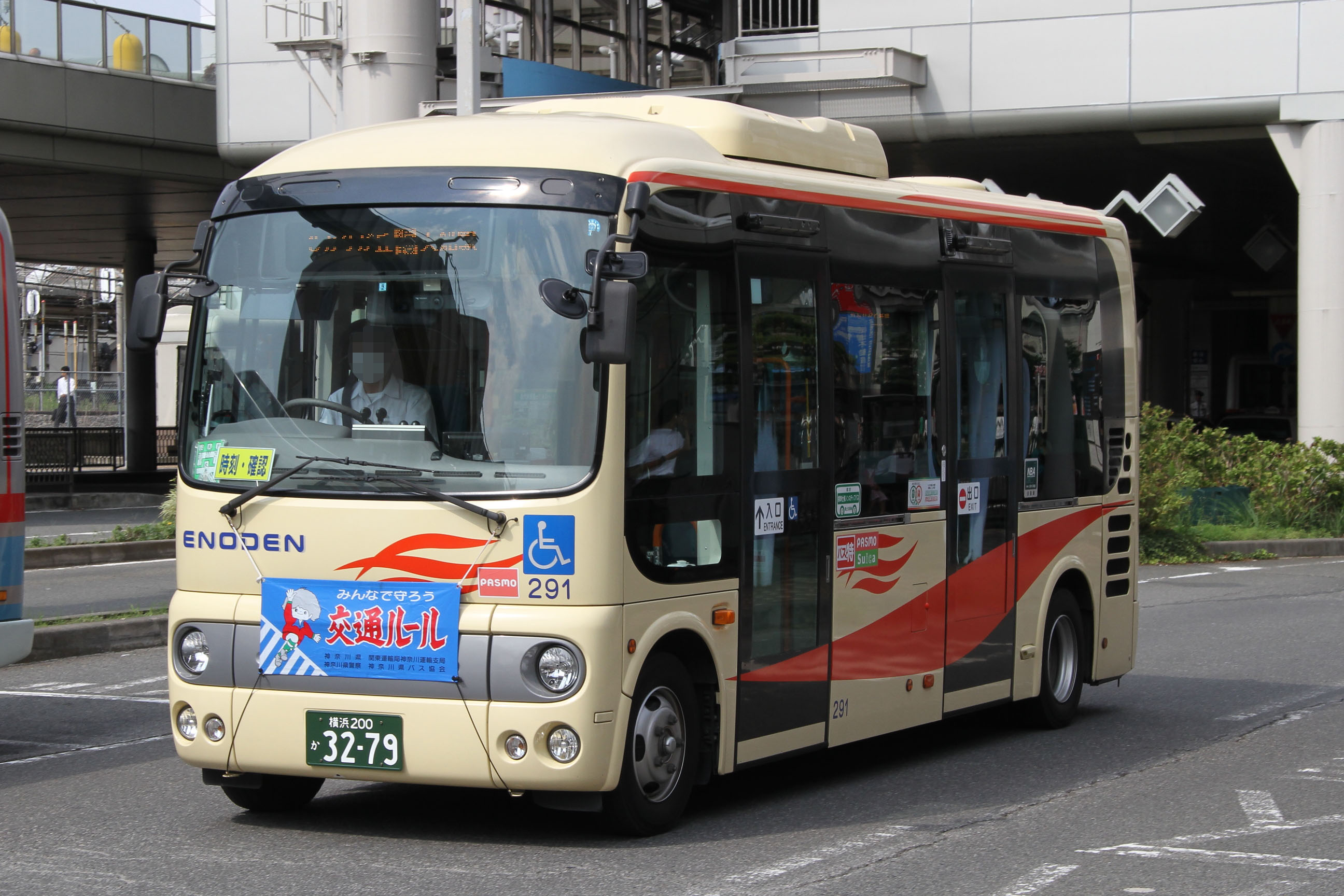
日野BDG-HX6JLAE（2011年式）291 「こまわりくん」の愛称で狭隘路線に運用される車両。1967年に採用された貸切車の新塗色が踏襲されている。
新三菱車体を架装したトヨタ車。1960年以降のトヨタ車は富士重工車体を架装。
1960年代前半までトヨタリヤーエンジン車は横浜営業所に集中配備されていたが、1960年代後半に一部が藤沢営業所に転属した[22]。
- 日産NUR690(1960年式) 217
1968年1月10日廃車
1960年代前半の主力車。
1959年までのNUR591をモデルチェンジし前照灯4灯化したのが本型式。
同形車は高根線でも運用された。
- ふそうR470(1961年式) 216
1968年6月廃車
1960年代の長尺ツーマン車。
長尺ツーマン車は1958年3月12日にふそうR270が2台(社番204・206)導入されたのが嚆矢である。
- 日産ディーゼル4R103(1962年式) 329　1971年5月28日廃車
1960年代の長尺ツーマン車。
この年式から塗り分けが大幅に変更された。
- 日産ディーゼル4R103(1963年式) 136　1973年9月6日廃車
長尺ツーマン車末期[注釈 6]の増備車。
本車は1970年1月に前扉増設中扉引戸化改造を施工されワンマン車となった。本グループは8台が購入されたが、うち4台はワンマン化改造を施工[注釈 7]。別の3台は1969年～1970年にかけてロマンスシート化改造を施工され東京線でも運用された。
- 日産ディーゼル4R93(1964年式) 156　1976年7月21日廃車
初のワンマン車。
ふそうMR490と共に大量導入[注釈 8]された。
- ふそうMR490(1964年式)　259　1975年10月16日廃車
4R93と共に大量導入された初代ワンマン車。新製時は正面庇中央部に3個の角型マーカーランプが埋め込まれていた（前述の4R93参照）が、この写真が撮影された1973年には撤去されていたのが判る。[22]。
- 日産ディーゼル4RA93(1965年式)　229　1976年廃車
貸切車は1966年購入車まではスタンディーウインドウ、冷房無し、リクライニング機構無しのロマンスシート仕様で導入された[注釈 9]。塗装も、路線車と同色であったが、写真に示す通りアイボリーと朱色の新塗装に順次変更された。この写真は乗合登録に格下げ後の撮影で、東京線や定期遊覧の他、一般路線のツーマン運行にも充当された。[22]。
- 日産ディーゼル5RA110(1967年式) 289　1980年9月2日廃車
初の冷房付リクライニングシート貸切車。2台が導入された。正面方向幕部分が採光窓となった仕様はこの年式のみの特徴である。
- ふそうMR470(1967年式)　242　1977年廃車
ワンマン車大量導入により、長尺ツーマン車の導入は一時途絶えていたが、1967年に中扉引戸、補助席付ロマンスシート仕様で2台が導入された。東京線や定期遊覧の他、一般路線のツーマン運行にも充当された[22]。
- 日産ディーゼル4R94(1969年式) 179　1985年3月6日廃車
神奈川中央交通からの譲受車。
一大勢力を誇った本型式は、神奈中からの譲受車を加えると述べ60台が導入された[注釈 10]。新製購入車とは正面方向指示器、屋上ベンチレーター形状、側面方向幕位置等が異なる。1978年11月16日購入の本車は神奈中仕様の後ヒンジ式前扉のまま使用された異端車である。
- 日産ディーゼルPR95(1970年式) 114(←旧337)
1985年7月12日廃車
PR95型市販1号車。
この年式から1973年式までの路線車は、一部の例外を除き三方前向き混合シート仕様で新製された。
- いすゞBA10(1971年式) 117
1983年7月11日廃車
最後の中扉ツーマン専用車。
オール三方シート仕様としても最後の新製車であった。
末期は高根線用予備車となっていた。同車はその後、個人に引き取られ準動態保存（車検は取得していないものの可動状態は保持）された。2019年現在も残存しており、可動状態にある元江ノ電バス在籍車では最古の車である[23]。
- ふそうMR410(1971年式) 240
1986年12月10日廃車
4R94と共に一大勢力誇った本型式は、富士重R13初期型、同サッシ窓、同13E型、神奈中から譲受した呉羽車体車と、多彩な形態であった。この年式はPR95と共に補助席付貸切兼用車が数台在籍したが、外観上は全く同一である。
- ふそうMR410(1971年式) 249
1985年11月9日廃車
呉羽車体を架装した神奈川中央交通からの譲受車。
本型式は新製車、中古車合わせて延べ51台が在籍した。
- 日産ディーゼル6RA111(1971年式) 120　1985年7月4日廃車
新製購入車としては最後の2サイクルUDエンジン搭載車(貸切車)。
- 日産ディーゼルPR95(1972年式) 329　1985年11月14日廃車
この年式からMR410と共に富士重工R13E型車体となった。
本車は三方前向き混合シート仕様で新製されたが、1980年に前向きシートに改造された。前扉もその際に交換されている。
- 日産ディーゼルU20N(1975年式) 125　1986年12月5日廃車
新製ワンマン車として初の長尺車。この年式から前扉がワイドドア化された。
- 日産ディーゼルK-U31N(1980年式) 153　1994年3月28日廃車
一般路線用初の冷房車。
本型式2台と、ふそうK-MP118N 1台の計3台が各営業所に1台ずつ配備されたのが嚆矢である。
- ふそうK-MP118N改(1980年式) 257　1994年3月28日廃車
2台だけ在籍した冷房化改造車(他方の1台は日産ディーゼルK-U31N改 1980年式 社番317)。
1983年7月11日改造竣工で、エバポレーターはR15型用の物が装着されている。
- 日産ディーゼルK-RM80E(1980年式) 116　1988年8月30日廃車
初の中型路線車。
高根線用に導入された。
- 日産ディーゼルP-RA52M（1984年式）122　1996年12月廃車
定期遊覧専用として初の新車。
これ以前の定期遊覧には一般路線兼用の中扉ロマンスシート車や貸切格下げ車を使用していた。
トップドアロマンスシート仕様でオレンジ/クリームの路線色は、1966年式4RA94以来、実に18年ぶりの導入であった。
- P-MP218P（1986年式）203　2003年廃車
1994年までのふそう新製大型リヤーエンジン車は、すべて富士重工車体を架装していた[22]。
- ふそうU-MP618M(1995年式) 502　2007年3月廃車
初代高速羽田線用車。当車は後に定期遊覧用に転用され、821に改番された[22]。
- いすゞKL-LV280LI（2002年式）114　2016年12月廃車
サンプル車を購入した当車はピンク色の塗装で異彩を放った。当初、辻堂西海岸線に限定運用されていたが、後に他車と共通運用されるようになった[22]。
- ふそうKL-MS86MP (2004年式）709　2014年9月廃車
大型貸切車は、従来、基本的に日産ディーゼル車が中心となっていたが、1997年以降ふそう車が導入された[22]。
- 日産ディーゼルPK-JP360NAN　(2006年式)　110　
江ノ島電鉄開業100周年を記念した塗色車両[22]。
- 日野BDG-HX6JLAE（2011年式）291
「こまわりくん」の愛称で狭隘路線に運用される車両。1967年に採用された貸切車の新塗色が踏襲されている[22]。